# Ateísmo

Símbolo del ateísmo.

El ateísmo es, en su sentido más amplio, la ausencia de la creencia en la existencia de las deidades. En sentido estricto, es el rechazo de la creencia de que cualquier deidad exista. En una definición aún más restringida, el ateísmo es específicamente la postura que defiende que no existen las deidades. Se opone al teísmo, que en su forma más general es la creencia en la existencia de al menos una deidad.
El término ateo proviene etimológicamente del latín athĕus y este del griego ἄθεος, que significa ‘sin dios(es)’ y fue empleado de forma peyorativa para referirse a quienes rechazaban a los dioses adorados por su sociedad. Con el surgimiento y la difusión del librepensamiento, el escepticismo científico y el subsecuente incremento de la crítica a la religión, disminuyó el alcance del término. Las primeras personas en identificarse a sí mismas con la palabra «ateo» vivieron en la Ilustración durante el siglo XVIII. La Revolución francesa, notable por su «ateísmo sin precedentes», presenció el primer gran movimiento político de la historia en abogar por la supremacía de la razón humana.
Los argumentos a favor del ateísmo abarcan desde aspectos filosóficos a perspectivas sociales e históricas. Las razones para no creer en deidades incluyen argumentos de ausencia de evidencia empírica, el problema del mal, el argumento de las revelaciones inconsistentes, el rechazo a conceptos infalsables y el argumento de la no creencia, entre otros.
Si bien algunos ateos han adoptado filosofías seculares (como el humanismo y el escepticismo), no existe una ideología o código de conducta único al que todos los ateos adhieran. Muchos de ellos sostienen que el ateísmo es una cosmovisión más parsimoniosa que el teísmo y que por tanto la carga de la prueba no recae en quien no cree en la existencia de dioses, sino que es el creyente quien debe justificar su teísmo.
Dado que las nociones de ateísmo varían, las estimaciones precisas de cuántos ateos existen en el globo es una tarea compleja. Según una estimación hecha en 2007, los ateos representaban el 2,3 % de la población mundial, además del 11,9 % de no religiosos (ateos no incluidos). En una encuesta de WIN/GIA de 2012 se preguntó «Independientemente de si asiste a un lugar de culto o no, ¿diría usted que es una persona religiosa, no religiosa o un ateo convencido?». El 59 % de la población mundial se identificó como religiosa, el 23 % como no religiosa y el 13 % se declaró atea convencida. Los ateos están concentrados principalmente en Asia Oriental, especialmente en China (47 %) y Japón (31 %), y en Europa Occidental (en promedio 14 %), donde sobresale Francia (29 %). En comparación con el mismo estudio realizado en 2005, en siete años la religiosidad disminuyó nueve puntos porcentuales mientras que los ateos aumentaron tres en los países en común.

## Definiciones y distinciones

Diagrama que muestra las relaciones entre las definiciones entre el ateísmo débil/fuerte e implícito/explícito.
Los ateos explícitos positivos/fuertes (en la derecha) afirman que «a lo menos existe una deidad» es una afirmación falsa.
Los ateos explícitos negativos/débiles (en la derecha) rechazan o rehúyen la creencia que existe alguna deidad, sin afirmar en efecto que «a lo menos una deidad existe» es falso.
Los ateos implícitos negativos/débiles (en la izquierda) incluyen a personas que no creen en una deidad, pero no han rechazado conscientemente tal creencia: niños pequeños, personas que no han sido expuestas a ideas teístas y algunos agnósticos.
Los tamaños en el diagrama no indican los tamaños relativos dentro de una población.

La Internet Encyclopedia of Philosophy define el ateísmo como "la opinión de que Dios no existe" y Paul Draper escribe en Stanford Encyclopedia of Philosophy que, en filosofía al menos, "el ateísmo debe interpretarse como la proposición de que Dios no existe (o, más ampliamente, la proposición de que no hay dioses)"; por otro lado, en The Oxford Handbook of Atheism se entiende el ateísmo en un sentido amplio como la "ausencia de creencia en la existencia de un Dios o dioses".
No existe consenso sobre cuál es la mejor manera de definir y dividir al ateísmo. Entre los aspectos en disputa se encuentra la pregunta a qué entidades sobrenaturales se opone, si es una afirmación per se o solo la ausencia de ella y si requiere un rechazo explícito y deliberado o no. El ateísmo se lo considera compatible con el agnosticismo, pero también diferente. Se ha propuesto una variedad de categorías para diferenciar sus diferentes formas.

### Alcance
Parte de la ambigüedad y controversia existente en definir ateísmo surge de la dificultad de lograr un consenso en la definición de palabras como deidad o dios. La pluralidad extrema de diferentes concepciones de dios y deidad ha llevado a diferentes ideas respecto a su aplicación. En la Antigüedad clásica, los romanos acusaron a los cristianos de ser ateos por no adorar a sus deidades paganas. De forma gradual y a medida que este uso disminuía, se empezó entender al teísmo como la creencia en cualquier divinidad, sea la propia o no.
Con respecto al rango de los fenómenos rechazados, el ateísmo puede rechazar desde la existencia de las deidades, hasta la existencia de cualquier concepto espiritual, sobrenatural o trascendente, tales como aquellos del budismo, hinduismo, jainismo y taoísmo.

### Implícito vs. explícito
Las definiciones de ateísmo varían según el grado de reflexión que una persona debe tener respecto a los dioses para ser considerada atea. Algunas definiciones incluyen a la simple ausencia de creencia en que algún dios exista. Esta definición extensa incluiría a los recién nacidos y aquellas personas que no han sido expuestas a ideas teístas. Ya en 1772, el barón d'Holbach dijo que «Todos los niños nacen ateos; no tienen ni idea de Dios». Similarmente, George H. Smith (1979) sugirió que: «El hombre que no conoce al teísmo es un ateo porque no cree en un dios. Esta categoría también incluiría al niño que tiene la capacidad conceptual para aprender los problemas implicados, pero que aún no es consciente de ellos. El hecho de que este niño no crea en un dios lo califica como ateo». Smith acuñó el término ateísmo implícito para referir a «la ausencia de creencia teísta sin un rechazo consciente» y ateísmo explícito para la definición más común de la incredulidad consciente. Ernest Nagel contradice la definición de Smith como simple «ausencia de teísmo», reconociendo solo el ateísmo explícito como el verdadero «ateísmo».

### Positivo vs. negativo
Filósofos como Antony Flew y Michael Martin han diferenciado el ateísmo positivo (fuerte) del ateísmo negativo (débil). El ateísmo positivo es la afirmación consciente de que los dioses no existen. El ateísmo negativo incluye todas las otras formas del no teísmo. De acuerdo con esta clasificación, quienquiera que no sea teísta es un ateo negativo o positivo. Los términos fuerte y débil son relativamente recientes, mientras que los términos positivo y negativo tienen un origen anterior y se han usado (de maneras ligeramente diferentes) en la literatura filosófica y en apologéticas católicas. Según esta división del ateísmo, la mayoría de los agnósticos serían ateos negativos.
Mientras que hay quienes afirman, como Michael Martin, que el agnosticismo implica un ateísmo negativo, varios agnósticos consideran que su postura es distinta al ateísmo, pues pueden considerar a este último no más justificado que el teísmo o que requiere de igual convicción. La declaración que el conocimiento, ya sea a favor o en contra, de la existencia de los dioses es inalcanzable, se entiende a veces con la implicación que el ateísmo también requiere un salto de fe. Las respuestas comunes incluyen que las proposiciones religiosas no demostradas merecen tanta incredulidad como todas las proposiciones sin pruebas y que la improbabilidad de la existencia divina no implica que la posibilidad contraria tenga la misma probabilidad de ser cierta. El filósofo escocés J. J. C. Smart argumentó que «en ocasiones una persona auténticamente atea puede describirse a sí misma, incluso apasionadamente, como agnóstica debido a la generalización irracional del escepticismo filosófico que nos prohíbe decir que sabemos algo sobre cualquier cosa, a excepción quizás de las verdades de las matemáticas y la lógica formal». Para algunos ateos, como el filósofo Fernando Savater, el agnosticismo es una forma cobarde e inconsecuente de ateísmo. Por consiguiente, algunos autores ateos como Richard Dawkins prefieren diferenciar a las posturas teístas, ateas y agnósticas según su posición dentro de un espectro de probabilidad teísta, es decir, la probabilidad de verdad que cada quien asigna a la afirmación «Dios existe». En lo personal, se declara «agnóstico en la misma medida en que lo soy respecto de las hadas en el fondo del jardín».

### Amistoso vs. hostil
William L. Rowe distinguió tres actitudes que los ateos tienen hacia los teístas, las cuales llamó: "ateo hostil" (unfriendly atheist), "ateo indiferente" (indifferent atheist) y "ateo amistoso" (friendly atheist). El primero sostiene que no hay justificación racional para creer que Dios existe; el segundo es indiferente respecto a si está o no racionalmente justificado en creer en Dios, y el último sostiene que hay justificaciones racionales para creer que Dios existe, pese a que no crea en Dios. Rowe argumentó que el ateísmo debería ser amistoso. Una de las consecuencias de la amistad filosófica de Rowe es su adhesión al principio de caridad.
Michael Martin afirmó que "no existe una conexión conceptual entre el ateísmo y la amabilidad" y "uno puede ser un ateo amistoso o hostil o un teísta amistoso o hostil". Pese a estar de acuerdo con Rowe al decir que "es un punto de vista plausible y los ateos harían bien en considerarlo seriamente", Michael Martin rechazó el argumento de Rowe a favor del ateísmo amistoso como falso, y señaló que históricamente "los ateos han sido perseguidos y discriminados e incluso hoy los ateos a menudo viven en una atmósfera hostil".

### Definición como imposible o transitorio
Antes del siglo XVIII, la existencia de Dios se aceptaba tan universalmente en el mundo occidental que incluso se cuestionaba la posibilidad del ateísmo auténtico. Bajo el contexto del innatismo teísta, la idea de que todas las personas creen en Dios desde el nacimiento, estaba la connotación de que los ateos simplemente eran teístas en negación.
Además existe la creencia de que los ateos rápidamente creen en Dios en momentos de crisis, se convierten in artículo mortis (justo antes de morir) o que «no hay ateos en las trincheras». Sin embargo, han existido contraejemplos, entre ellos casos de ateos literalmente en las trincheras.
Incluso se ha cuestionado la necesidad de la palabra ateísmo:

De hecho, «ateísmo» es un término que no debería existir. Absolutamente nadie necesita identificarse a sí mismo como un «no-astrólogo» o «no-alquimista». No tenemos palabras para las personas que dudan que Elvis aún vive o que los alienígenas han cruzado la galaxia solo para molestar granjeros y sus ganados. El ateísmo no es nada más que los ruidos que las personas sensatas manifiestan en la presencia de creencias religiosas injustificadas.
Carta a una nación cristiana, Sam Harris

## Conceptos

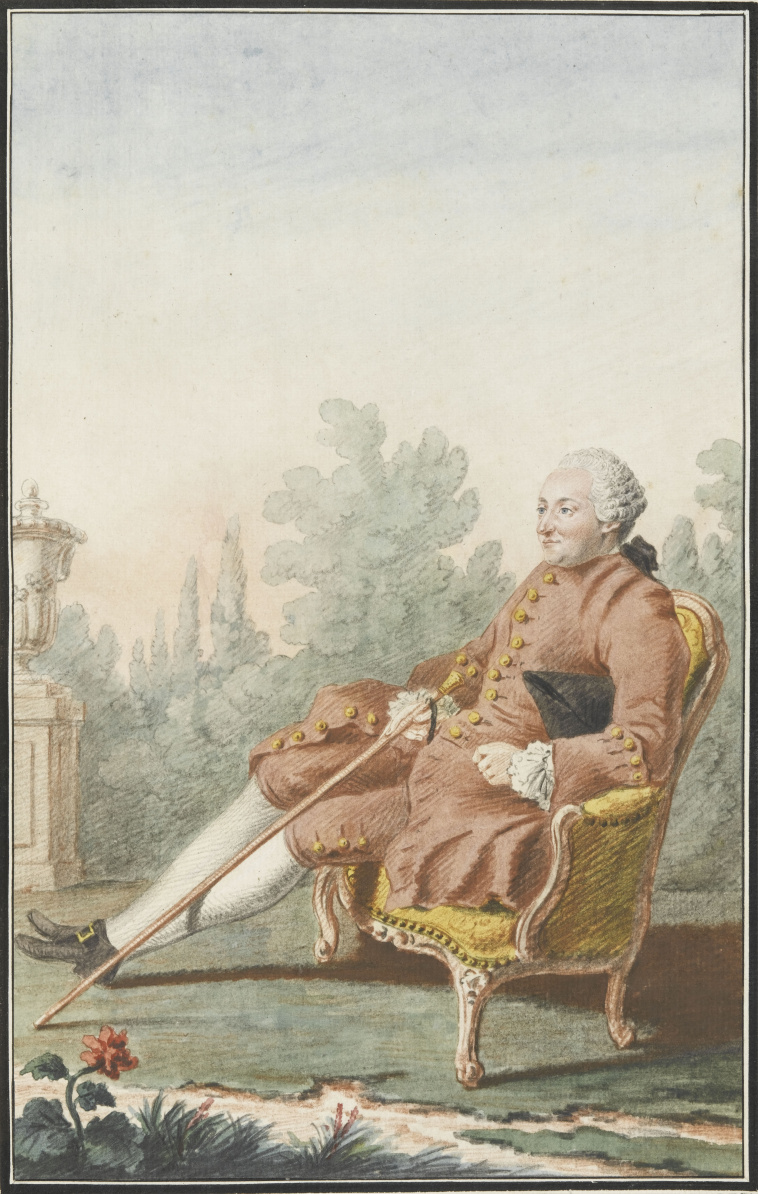
Paul Henri Thiry, Baron d'Holbach, un defensor del ateísmo del.
«La fuente de la desdicha del hombre es la ignorancia de la naturaleza. La pertinacia con que se aferra a opiniones ciegas imbuidas en su infancia, las que se entretejen con su propia existencia, el consecuente prejuicio que deforma su mente, que previene su expansión, que lo somete a la esclavitud de la ficción, surge para condenarlo al error incesante». Système de la Nature

La clasificación más amplia del fundamento ateo es su división entre ateísmo práctico y teórico.

### Ateísmo práctico
Se considera al ateísmo práctico como una forma de actuar en la que los ateos prácticos o pragmáticos viven como si no existieran dioses, de ser posible explicando fenómenos naturales sin necesidad de referencias divinas. Aunque en esta postura no se niega explícitamente la existencia de ningún dios, sí puede considerarse innecesaria o inútil; para los ateos prácticos de existir alguna deidad esta no proveería sentido a la vida ni influenciaría en la vida cotidiana.
Una forma de ateísmo práctico con implicaciones para la comunidad científica es el naturalismo metodológico: según el geólogo Steven Schafersman, la «tácita adopción o suposición del naturalismo filosófico dentro del método científico con o sin la plena aceptación o creencia en él».
El ateísmo pragmático puede tomar diversas formas:
- Ausencia de motivación religiosa: la creencia en dioses no impele la acción moral, religiosa o cualquier otro tipo de actuar.
- Exclusión activa de los problemas divinos y religiosos de la búsqueda intelectual y acción práctica.
- Indiferencia: la ausencia de interés en los problemas divinos y religiosos.
- Desconocimiento del concepto de deidad.[63]

### Ateísmo teórico

#### Argumentos ontológicos
El ateísmo teórico explícitamente plantea argumentos contra la existencia de dioses y refuta los argumentos teístas comunes, tales como el argumento del diseño o la apuesta de Pascal. Es principalmente una ontología, concretamente una ontología física.

#### Argumentos epistemológicos
El ateísmo epistemológico sostiene que las personas no pueden conocer a Dios o determinar su existencia. Se fundamenta en el agnosticismo, que toma una variedad de formas. En la filosofía de la inmanencia, la divinidad es una entidad inseparable del mundo, que incluye a la mente propia, y cada conciencia individual está contenida en el sujeto. De acuerdo a esta forma de agnosticismo, la limitación en la perspectiva humana previene cualquier inferencia objetiva desde la creencia en un dios a la afirmación de su existencia independiente del creyente. El agnosticismo racionalista de Immanuel Kant y los pensadores de la Ilustración solo aceptan el conocimiento deducido a través de la razón humana; esta forma de ateísmo afirma que los dioses no son identificables por medio alguno, por lo que su existencia jamás podrá llegarse a conocer. El escepticismo, basado en las ideas de David Hume, afirma que la certeza sobre cualquier asunto es imposible, por lo que nunca nadie podrá saber de forma segura si un dios existe o no. Hume, no obstante, sostuvo que tales conceptos metafísicos imperceptibles deben rechazarse como un «sofismo y una ilusión». Existe debate respecto si el agnosticismo debiera clasificarse dentro del ateísmo, ya que también puede considerarse como una cosmovisión independiente y fundamental.
Otros planteamientos ateos pueden clasificarse como epistemológicos u ontológicos, como el positivismo lógico y el ignosticismo, que afirma que términos elementales tales como «Dios» y frases como «Dios es todopoderoso» carecen de significado o inteligibilidad. El no-cognitivismo teológico sostiene que la afirmación «Dios existe» no expresa una proposición, sino una frase sin sentido o cognitivamente vacía. De manera similar, existe debate si tal postura puede clasificarse como una forma de ateísmo o agnosticismo. Los filósofos A. J. Ayer y Theodore Drange rechazan ambas categorías, declarando que ambas corrientes aceptan que «Dios existe» es una proposición, por lo que separan al no-cognotivismo en una categoría propia.

#### Argumentos metafísicos
La autora Zofia Zdybicka escribió:

El ateísmo metafísico [...] incluye a todas las doctrinas que sostienen el monismo metafísico (la homogeneidad de la realidad). Puede ser:
a) Absoluto: un rechazo absoluto a la existencia de Dios asociado con el monismo materialista (en todas sus corrientes, tanto las antiguas como las modernas).
b) Relativo: el rechazo implícito de Dios en todas las filosofías que, si bien aceptan la existencia de un absoluto, conciben a ese absoluto carente de todas las cualidades propias de Dios: trascendencia, personalidad propia y unidad. Está asociado con el monismo idealista (panteísmo, panenteísmo, deísmo).

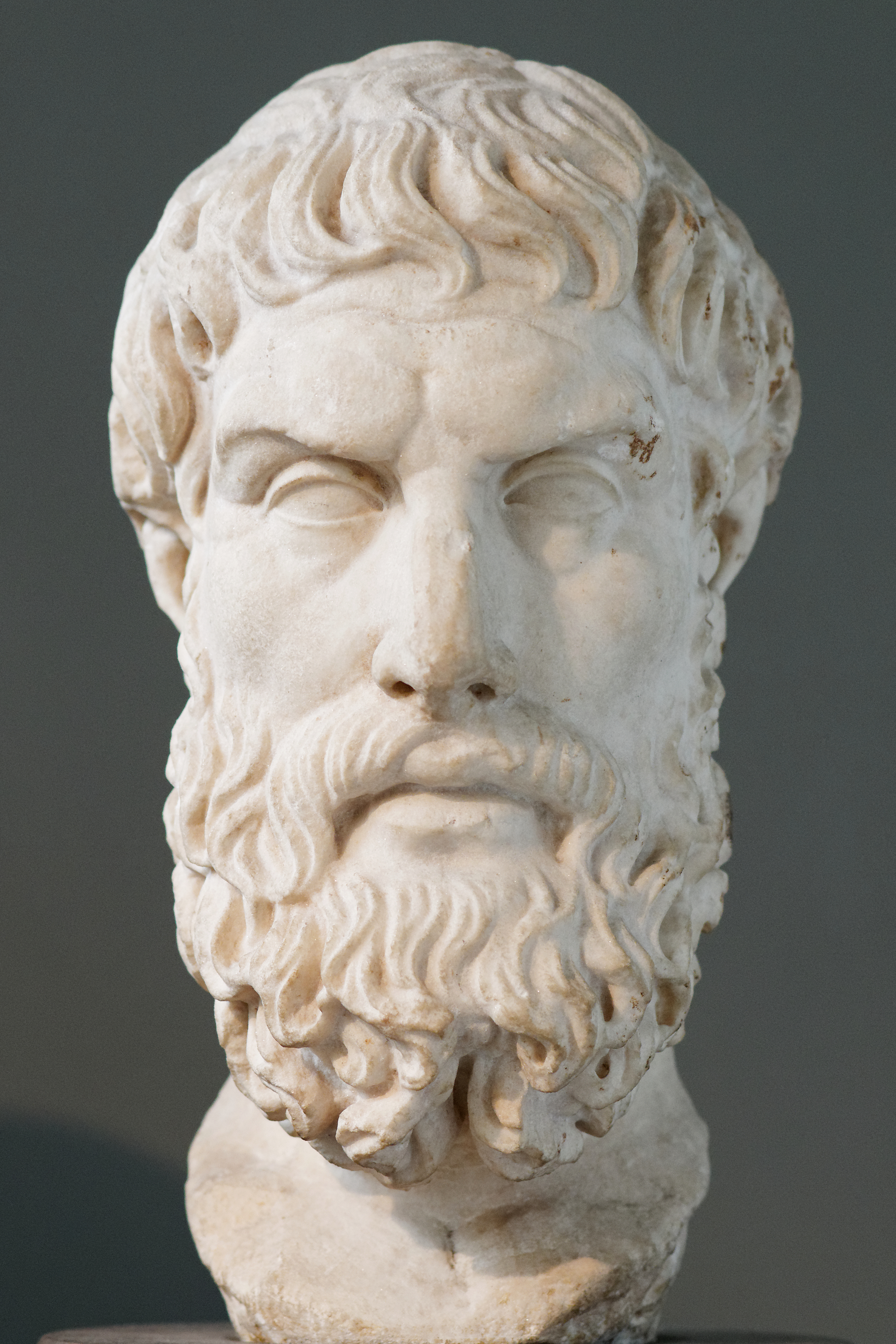
¿Es que Dios quiere prevenir el mal, pero no es capaz? Entonces no es omnipotente.
¿Es capaz, pero no desea hacerlo? Entonces es malévolo.
¿Es capaz y desea hacerlo? ¿De dónde surge entonces el mal?
¿Es que no es capaz ni desea hacerlo? ¿Entonces por qué llamarlo Dios?
—Paradoja de Epicuro

#### Argumentos lógicos
El ateísmo lógico afirma que varias de las concepciones de los dioses, tales como el Dios personal de las religiones abrahámicas como el cristianismo, poseen cualidades lógicamente inconsistentes entre sí. Tal ateísmo presenta argumentos deductivos contra la existencia de Dios, que señalan la incompatibilidad entre los atributos divinos, tales como perfección, creador del mundo, inmutabilidad, omnisciencia, omnipresencia, omnipotencia, omnibenevolencia, trascendencia, personalidad, sobrenatural, justo y misericordioso.
El ateísmo teodiceo afirma que el mundo como lo conocemos no puede reconciliarse con las cualidades comúnmente atribuidas a Dios o los dioses por los teólogos. Argumentan que la existencia de una deidad omnisciente, omnipresente, omnipotente y omnibenevolente no es compatible con un mundo en el que existe el mal y el sufrimiento (argumento del mal), y en el que el amor divino está oculto a tantas personas (argumento del ocultamiento divino).
Un argumento similar al del mal se le atribuye a Sidarta Gautama (véase duḥkha), sabio de cuyas enseñanzas se fundó el budismo.

### Reducción de la religión
El filósofo Ludwig Feuerbach y el psicoanalista Sigmund Freud argumentaron que Dios y otras creencias religiosas no son más que invenciones humanas creadas para satisfacer variados deseos o necesidades psicológicas y emocionales. Esta postura es compartida por muchos budistas.
Karl Marx y Friedrich Engels, influidos por Feuerbach, arguyeron que estas creencias cumplen funciones sociales utilizadas por quienes están en el poder para oprimir a la clase trabajadora. De acuerdo con Mijail Bakunin, «la idea de Dios implica la abdicación de la razón y de la justicia humana; es la negación más decisiva de la libertad humana, y lleva necesariamente a la esclavitud de los hombres, tanto en teoría como en la práctica». Bakunin invirtió el célebre aforismo de Voltaire, «Si Dios no existiera, sería necesario inventarlo», en respuesta al cual escribió: «Si Dios existiese realmente, habría que hacerlo desaparecer».

### Ateísmo en religiones
El ateísmo es aceptable dentro de algunos sistemas de creencias religiosas y espirituales, como el judaísmo, el hinduismo, el jainismo, el budismo, el sinteísmo  y el raelismo, los movimientos neopaganos, como la wicca, y otras religiones no teístas. Las escuelas āstikas del hinduismo sostienen que el ateísmo es un camino válido hacia la moksha, pero extremadamente dificultoso, ya que los ateos no pueden esperar ninguna ayuda de la 
divina providencia en su viaje. El jainismo cree que el universo es eterno y no tiene necesidad de un creador, sin embargo se venera a los tirthankaras, que pueden trascender el tiempo y el espacio y tienen mayor poder que el dios Indra.
El budismo secular no defiende la creencia en dioses. El budismo temprano era ateo, pues el camino de Buda Gautama no supone dioses. Según Kedar (1997) concepciones posteriores del budismo consideran al propio Buda como Dios en una de sus encarnaciones, lo que sugiere que sus seguidores pueden obtener el mismo estatus, y reverencian a los bodhisattvas. Sin embargo otros estudiosos como Harvey (2013) aseguran que los budistas consideran que el universo no tiene principio y no ven la necesidad de un creador. Lo más parecido a un creador en la cosmología budista, según Harvey, serían los seres conocidos como Mahabrahmas que reinan sobre los devas y son equivocadamente asumidos como creadores del universo por ser los primeros en surgir cada vez que éste se renueva, pero son seres limitados, finitos e inferiores a quienes han alcanzado el Nirvana como Buda. Harvey llama a esto "transpoliteísmo". Similarmente el maestro zen Thích Nhất Hạnh rechaza la noción de que en el budismo se considere que Buda sea Dios.

## Filosofías ateas

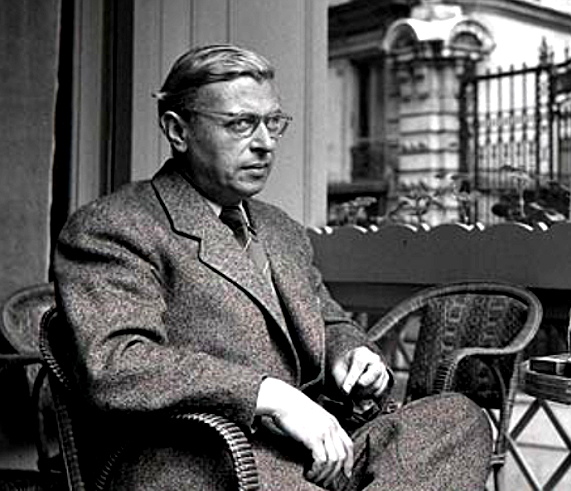
Jean-Paul Sartre (1905–1980), filósofo y literato francés.

El ateísmo axiológico o constructivista rechaza la existencia de dioses en favor de un «absoluto más elevado», tales como la humanidad. Esta forma de ateísmo favorece al hombre como la fuente absoluta de la ética y los valores, y permite a los individuos resolver sus problemas morales sin recurrir a seres sobrenaturales. Karl Marx y Sigmund Freud usaron este razonamiento para comunicar mensajes de liberación, desarrollo pleno y felicidad liberada. Una de las críticas al ateísmo más comunes ha sido la idea contraria, que negar la existencia de un dios conduce al relativismo moral, lo que dejaría al ateo sin fundamento moral o ético y volvería su vida en absurda y miserable. Blaise Pascal arguyó esta postura en sus Pensées.
Jean-Paul Sartre se identificó a sí mismo como «existencialista ateo», menos preocupado en negar la existencia de Dios que en demostrar que «es necesario que el hombre se encuentre a sí mismo y se convenza de que nada puede salvarlo de sí mismo, así sea una prueba valedera de la existencia de Dios». Para Sartre, este ateísmo «declara que si Dios no existe, hay por lo menos un ser en el que la existencia precede a la esencia, un ser que existe antes de poder ser definido por ningún concepto, y que este ser es el hombre o, como dice Heidegger, la realidad humana». La consecuencia práctica de este ateísmo fue descrita por Sartre como la inexistencia de mandatos a priori o valores absolutos que puedan ser invocados para gobernar la conducta humana, y que los humanos están «condenados» a inventarlos por sí mismos, lo que hace al hombre absolutamente «responsable de todo lo que hace».

## Ateísmo, religión y moral

### Creencias y comportamientos sociales
El sociólogo Phil Zuckerman analizó en 2009 los estudios sociológicos existentes sobre la irreligiosidad y concluyó que el bienestar social está correlacionado positivamente con la irreligión. Descubrió que hay una menor tasa de ateísmo e irreligiosidad en naciones pobres y menos desarrolladas (especialmente en África y Sudamérica) que en las democracias ricas e industrializadas. Sus descubrimientos en relación con el ateísmo en los Estados Unidos fue que, comparados con sus compatriotas religiosos, «las personas ateas e irreligiosas» son menos nacionalistas, prejuiciosas, antisemitas, racistas, dogmáticas, etnocéntricas, cerradas de mente y autoritarias, y en los estados con los mayores porcentajes de ateos, la tasa de asesinatos está bajo al promedio; por el contrario, en los estados más religiosos, esta es superior al promedio.

### Ateísmo e irreligión

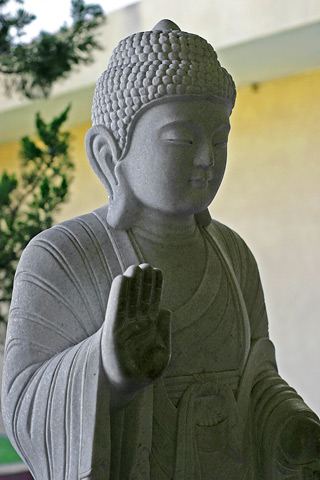
El budismo es descrito a veces como no teísta debido a su ausencia de una deidad creadora, pero esa puede ser una opinión demasiado simplista.

Se asume a menudo que las personas que se autoidentifican como ateas son irreligiosas, pero de hecho algunas sectas de las religiones principales rechazan la existencia de una deidad personal y creadora. En los años recientes, ciertas denominaciones religiosas han acumulado un número creciente de seguidores abiertamente ateos, tales como el judaísmo ateo y humanista y el ateísmo cristiano.
El sentido estricto del ateísmo positivo no conlleva ninguna creencia particular aparte de afirmar la inexistencia de los dioses; de este modo, los ateos pueden albergar cualquier número de creencias espirituales. Por la misma razón, los ateos pueden sostener una amplia variedad de creencias éticas, que van desde el universalismo moral del humanismo, que afirma que un mismo código moral debiese aplicarse consistentemente a todos los humanos, hasta el nihilismo moral, que sostiene que la moralidad carece de sentido.
Filósofos como Slavoj Žižek, Alain de Botton y Alexander Bard y Jan Söderqvist han defendido que los ateos debiesen recuperar la religión como un acto de resistencia contra el teísmo y no permitir que la religión sea precisamente un injusto monopolio de los teístas.

### Mandamientos divinos y ética
De acuerdo con el dilema de Eutifrón de Platón, el papel de los dioses en diferenciar lo bueno de lo malvado es innecesario o arbitrario. El argumento de que la moral debe provenir de Dios y que no puede existir sin un sabio creador se ha aplicado de modo persistente en el debate político, mas no en el ámbito filosófico. Se han considerado principios morales tales como «Matar es malo» como leyes divinas que requieren un legislador y juez divino. Sin embargo, muchos ateos argumentan que tratar legislativamente a la moralidad constituye una falsa analogía y que esta no depende de un legislador de la misma manera que las leyes Friedrich Nietzsche defendió la existencia de una moral independiente de las creencias teístas y afirmó que la moral basada en Dios «posee verdad solo si Dios es verdadero: se mantiene o desploma junto a la creencia en Dios».
Existen sistemas éticos normativos que no requieren de principios o mandamientos dados por una deidad. Entre ellos están la ética de las virtudes, el contrato social, la ética kantiana, el utilitarismo y el objetivismo. Sam Harris ha propuesto que la prescripción moral (búsqueda de reglas éticas) no es un asunto exclusivo de la filosofía, sino que también puede abordarse significativamente desde la ciencia de la moral. No obstante, como cualquier cuerpo científico, debe responder a la crítica encarnada por la falacia naturalista.
Los filósofos Susan Neiman y Julian Baggini, entre otros, sostienen que comportarse éticamente únicamente debido a un mandato divino no es una conducta ética auténtica, sino meramente una obediencia ciega. Baggini arguye que el ateísmo es un fundamento superior para la ética y afirma que es necesario un marco moral externo a imperativos religiosos para evaluar la moralidad de los imperativos per se: ser capaz de discernir, por ejemplo, que «Debes robar» es inmoral incluso cuando la religión propia lo ordena, y sostiene que los ateos, por tanto, tienen la ventaja de estar más inclinados a realizar tales cuestionamientos éticos que los religiosos.
El filósofo político contemporáneo inglés Martin Cohen ha ofrecido el ejemplo histórico del uso de los mandatos bíblicos en favor de la tortura y la esclavitud como evidencia de que las órdenes religiosas siguen las costumbres políticas y sociales, y no al revés; pero también observó que la misma tendencia parece replicarse en los supuestamente fríos y objetivos filósofos. Cohen explaya este argumento con más detalle en Filosofía política: desde Platón a Mao, donde argumenta que el Corán desempeñó un papel en perpetuar los códigos sociales de principios del siglo VII a pesar de los cambios posteriores en la sociedad seglar.

### Crítica de la religión
Algunos ateos prominentes, recientemente Christopher Hitchens, Daniel Dennett, Sam Harris y Richard Dawkins, precedidos por pensadores como Bertrand Russell, Robert G. Ingersoll, Voltaire y el novelista José Saramago, han criticado las religiones denunciando aspectos nocivos de las prácticas y doctrinas religiosas.

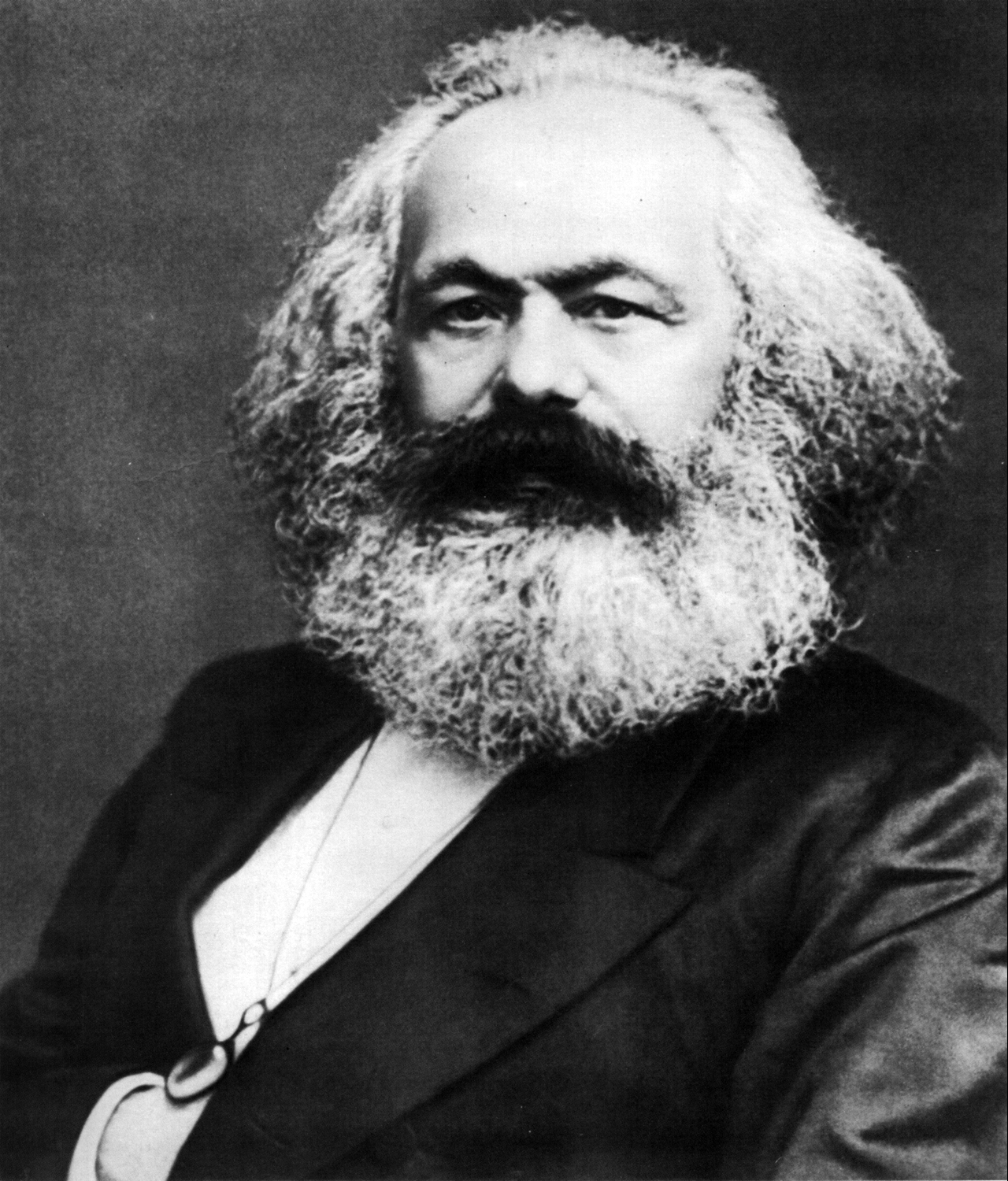
Karl Marx (1818-1883), teórico político y sociólogo prusiano (Alemania).

Karl Marx escribió: «La miseria religiosa es a la vez la expresión de la miseria real y la protesta contra la miseria real. La religión es el suspiro de la criatura oprimida, el sentimiento de un mundo sin corazón, así como el espíritu de una situación sin alma. Es el opio del pueblo. Se necesita la abolición de la religión entendida como felicidad ilusoria del pueblo para que pueda darse su felicidad real. La exigencia de renunciar a las ilusiones sobre su condición es la exigencia de renunciar a una condición que necesita de ilusiones. La crítica a la religión es, por tanto, en germen, la crítica del valle de lágrimas, cuyo halo lo constituye la religión». Según Marx, "a medida que crece el socialismo, la religión desaparecerá" mediante "el desarrollo social, en el que la educación debe jugar un papel”.
Por su parte, Vladimir Lenin dijo «cada idea religiosa y cada idea de Dios es vileza indescriptible [...] del tipo más peligroso, 'contagio' de la clase más abominable. Millones de pecados, acciones asquerosas, actos de violencia y contagios biológicos [...] son por lejos menos peligrosos que la sutil y espiritual idea de Dios ataviado de los más inteligentes disfraces ideológicos».
Existe una correlación positiva entre el fundamentalismo religioso, la religión extrínseca (cuando se fomenta la religión porque sirve a intereses ocultos), el autoritarismo, el dogmatismo y los prejuicios. Sam Harris critica la dependencia de la religión occidental de la autoridad divina, que ve como una guía hacia el autoritarismo y el dogmatismo. Se han utilizado estas razones junto a hechos históricos, tales como las Cruzadas, la Santa Inquisición, la caza de brujas y los numerosos atentados terroristas, como pruebas de los peligros de la religión y réplica a los supuestos efectos positivos de la creencia en la religión. Los creyentes contraargumentan diciendo que los regímenes que apoyaron al ateísmo, tales como la Unión Soviética, también fueron culpables de asesinatos en masa. En respuesta, ateos como Sam Harris y Richard Dawkins han manifestado que las atrocidades de Stalin no fueron influenciados por su ateísmo, sino el marxismo dogmático, y que si bien Stalin y Mao casualmente eran ateos, ellos no actuaron en el nombre del ateísmo; a diferencia de las primeras, que fueron justificadas por la religión.

## Etimología

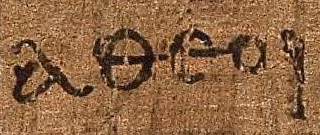
La palabra griega αθεοι (atheoi), tal y como aparece en la Epístola a los efesios (2:12) del papiro 46 de comienzos del. Por lo general, traducida como «[aquellos] sin Dios».

En la Antigua Grecia temprana, el adjetivo atheos (ἄθεος, del prefijo negativo ἀ- + θεός «dios») significaba «sin dios(es)». Fue usado al principio como un término censurador que aproximadamente quería decir «malvado» o «impío». En el siglo V a. C., la palabra comenzó a indicar una irreligiosidad más deliberada y activa en el sentido de «cortar lazos con los dioses» o «negar a los dioses». Luego, el término ἀσεβής (asebēs) empezó a ser aplicado contra aquellos que blasfemamente negaban o faltaban el respeto a los dioses locales, incluso si ellos creían en otros dioses. Es por ello que las traducciones modernas de textos clásicos a veces reproducen atheos como ateo. Como sustantivo abstracto, estaba también el término ἀθεότης (atheotēs), «ateísmo». Cicerón transliteró la palabra griega por la latina átheos. Se usó frecuentemente el término en el debate entre los primeros cristianos y los helenistas, cada lado aplicándolo, en sentido peyorativo, al bando contrario.
El término en inglés atheist (ateo, del francés athée), en el sentido de «aquel [...] que niega existencia en Dios o dioses», precede a atheism (ateísmo en inglés), hallándose su primer uso en 1566 y luego en 1571. El uso de atheist como etiqueta de falta de religiosidad puede rastrearse hasta 1577. Atheism proviene de la adopción del francés athéisme y aparece alrededor de 1587. Un trabajo anterior, de alrededor de 1534, usó el término atheonism (equivalente a ateonismo). Posteriormente surgieron palabras relacionadas: deist (deísta) en 1621, theist (teísta) en 1662, deism (deísmo) en 1675 y theism (teísmo) en 1678. Desde el comienzo deist y deism llevaron sus sentidos modernos. En cambio, el término theism se contrastó con deism (teísmo y deísmo respectivamente).
Karen Armstrong escribe que «Durante los siglos XVI y XVII, la palabra “ateo” aún era reservada exclusivamente para generar polémica. [...] El término “ateo” era un insulto. Nadie habría soñado con llamarse a sí mismo ateo».
A mitad del siglo XVII se suponía todavía que era imposible no creer en Dios;
ser ateo significaba no aceptar la concepción de lo divino de aquel momento.
La palabra «ateísmo» fue empleada originalmente para describir una creencia autodeclarada en la Europa de finales del siglo XVIII, que denotaba específicamente el descreimiento en el dios monoteísta abrahámico. En el siglo XX, la globalización contribuyó a la expansión del término para referirse al rechazo de todas las deidades, aunque es común en las sociedades occidentales describirlo simplemente como la «no creencia en Dios [dios abrahámico]».

## Historia
Si bien el término ateísmo se originó en Francia en el siglo XVI, ideas que hoy pueden reconocerse como ateas se documentan desde el periodo védico y la Antigüedad clásica. Graham Oppy explica que:

La negación de la existencia de dioses adorados en lugares particulares en momentos particulares a menudo atraía acusaciones de "ateísmo" a pesar del hecho de que aquellos a quienes se dirigían las acusaciones creían en otros dioses. Por ejemplo, muchos romanos llamaron "ateos" a los primeros cristianos porque esos cristianos negaban la existencia de los dioses romanos; y, en las últimas etapas del imperio, muchos cristianos llamaron a los paganos "ateos" porque esos paganos negaban la existencia del Dios cristiano.
Graham Oppy. Atheism: The Basics

### Religión índica temprana
Se encuentran escuelas ateas en el pensamiento índico temprano y han existido desde los tiempos de la religión védica.
Entre las seis escuelas ortodoxas de la filosofía hindú, el samkhya, la escuela filosófica más antigua no acepta a Dios, y el mimamsá temprano también rechazó la noción de Dios.
Este último no solo no aceptó a dios, sino que afirmó que la misma acción humana era suficiente para crear las circunstancias necesarias para el goce de sus frutos.
El chárvaka, la escuela filosófica antiteísta y completamente materialista que se originó en India sobre el siglo VI a. C. es probablemente la escuela de filosofía más explícitamente atea de India, similar a la escuela cirenaica griega. Esta rama de la filosofía india es clasificada como heterodoxa debido a su rechazo a la autoridad de los Vedas y por tanto no es considerada parte de las seis escuelas ortodoxas del hinduismo, pero es notable como evidencia de un movimiento materialista dentro del hinduismo.
Chatterjee y Datta explican que nuestro entendimiento de la filosofía chárvaka es fragmentaria, basado en gran medida sobre la crítica de sus ideas por otras escuelas y en que no es una tradición viviente:

Aunque el materialismo en alguna forma u otra ha estado siempre presente en India, y referencias ocasionales son encontradas en los Vedas, la literatura budista, las epopeyas, así como en las últimas obras filosóficas, no encontramos ningún trabajo sistemático sobre el materialismo, ni ninguna escuela organizada de seguidores como poseen otras escuelas filosóficas. Pero casi todos los trabajos de otras escuelas expusieron, para su refutación, el punto de vista materialista. Nuestro conocimiento del materialismo índico es principalmente a base de estos.

Otras filosofías indias generalmente consideradas como ateas incluyen el samkhya clásico y el purva mimamsá. El rechazo a un Dios persona y creador también se observa en el jainismo y en el budismo de India.

### Antigüedad clásica

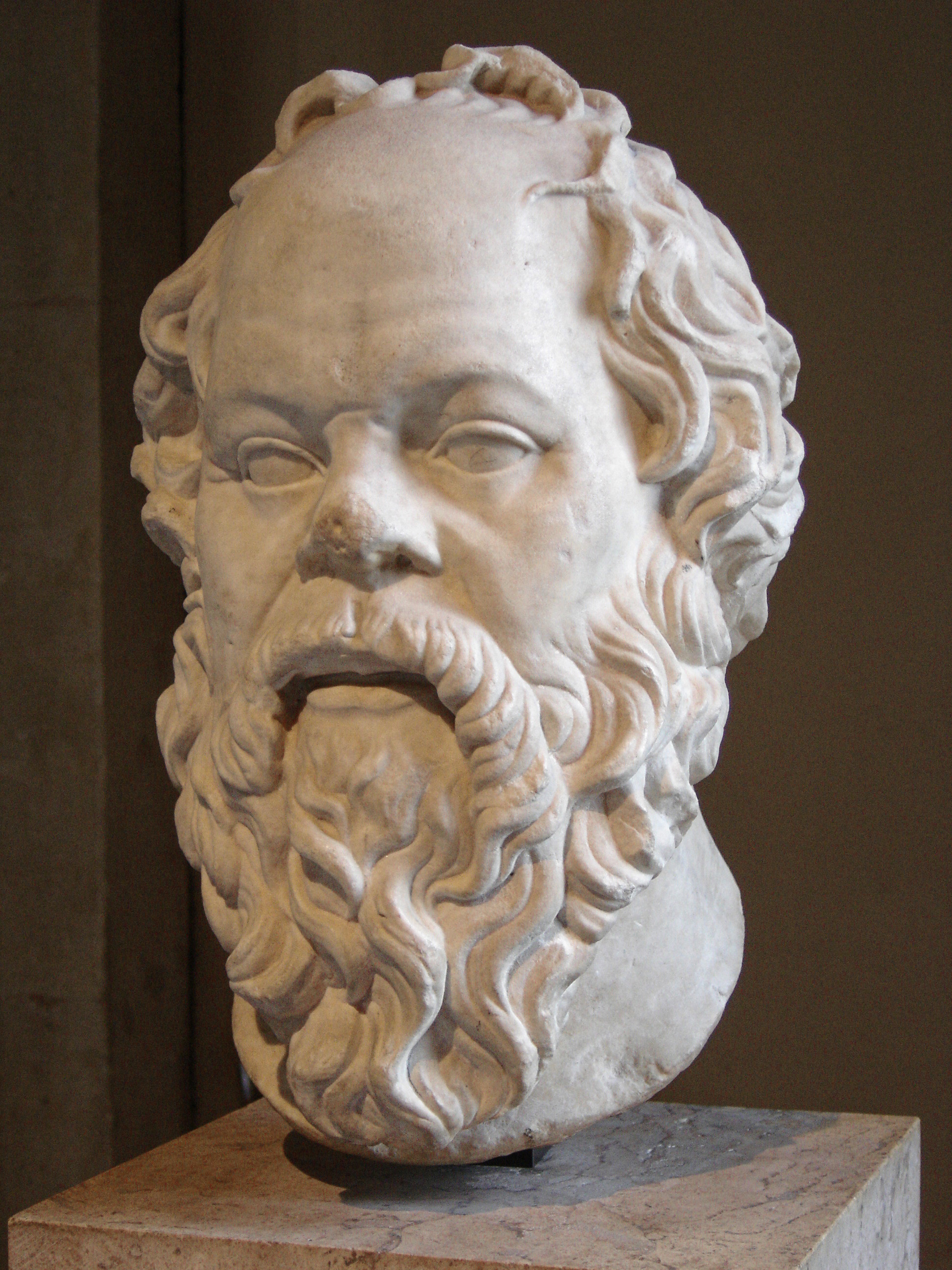
En la Apología de Platón, Sócrates (en la imagen) fue acusado por Meleto de no creer en los dioses.

El ateísmo occidental tiene sus raíces en la filosofía griega presocrática, pero no surgió como una visión del mundo declarada sino hasta finales de la Ilustración.
El filósofo griego Diágoras del siglo V a. C. se le conoce como el «primer ateo»
y es señalado como tal en De natura deorum por Cicerón. Los atomistas como Demócrito intentaron explicar el mundo de una manera puramente materialista, sin hacer referencia a lo espiritual o lo místico. Critias consideró a la religión como una invención humana usada para asustar a las personas con el fin de que siguieran órdenes morales y Pródico también parece haber hecho declaraciones ateas en su obra. Filodemo relató que Pródico creía en que «los dioses de la creencia popular no existen ni saben nada, pero el hombre primitivo [deidificó por admiración] los frutos de la tierra y prácticamente todo lo que contribuía a su existencia». En ocasiones se ha considerado ateo a Protágoras, pero realmente sostuvo posturas agnósticas: «Con respecto a los dioses, no tengo medios para saber si existen o no o qué clase de seres pueden ser. Muchas cosas previenen el conocimiento, incluyendo la oscuridad del tema y la brevedad de la vida humana». En el siglo III a. C. los filósofos griegos Teodoro el ateo
y Estratón de Lámpsaco
no creían que existieran los dioses.
Los compatriotas de Sócrates (470-399 a. C.) lo asociaron con las tendencias de la filosofía presocráticas hacia la investigación natural y el rechazo de las explicaciones divinas de los fenómenos. Aunque esta impresión malinterpreta su pensamiento, así fue caracterizado en la comedia Nubes de Aristófanes y luego fue acusado y ejecutado por impiedad y corromper a la juventud. En el juicio Sócrates negó vehemente que fuese ateo y la academia contemporánea provee pocas razones para dudar de esta declaración.

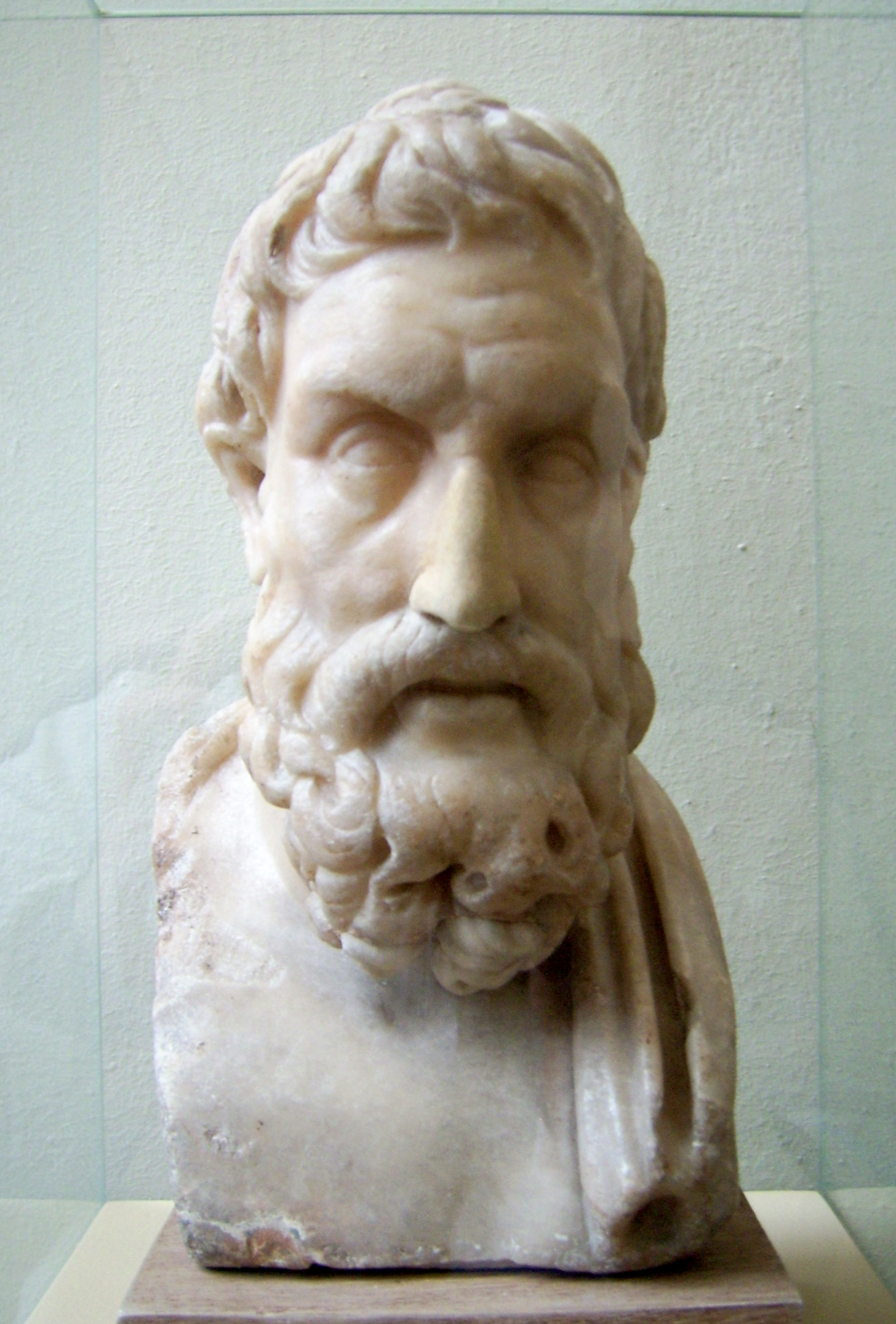
Epicuro, filósofo griego.

Evémero (c. 300 a. C.) publicó su idea de que los dioses solo eran las deificaciones de antiguos gobernantes, conquistadores y fundadores del pasado y que sus cultos y religiones eran en esencia la continuación de reinos desaparecidos y estructuras políticas pasadas. Aunque no era estrictamente ateo, se le criticó posteriormente por haber «propagado el ateísmo en todo el mundo habitado al arrasar a los dioses».

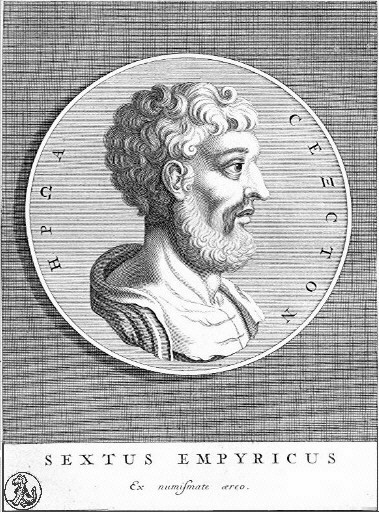
Sexto Empírico, médico y filósofo griego.

Epicuro (341-270 a. C.) también fue un personaje importante en la historia del ateísmo. Apoyándose en las ideas atomistas de Demócrito, abogó por una filosofía materialista según la cual el universo está gobernado por leyes del azar sin ninguna necesidad de intervención divina (véase indeterminismo). Aunque afirmó que las deidades existían, creía que eran indiferentes a la existencia humana. El fin de los epicúreos era obtener la paz mental y un importante medio para lograrlo era exponer el miedo a la ira divina como un sentimiento irracional. También negaban la existencia después de la muerte y la necesidad de sentir miedo por los castigos del Hades. El devoto seguidor de Epicuro, el poeta romano Lucrecio, citó el mito del sacrificio de Ifigenia a como un ejemplo de los males de la religión, en contraste con la teología defendida por Epicuro.
El filósofo romano Sexto Empírico (s. III) sostuvo que se debe suspender el juicio (epojé) acerca de casi todas las creencias (una forma de escepticismo conocida como pirronismo), que no había nada inherentemente malvado y la ataraxia («paz mental») es posible mediante la abstención del juicio. La cantidad relativamente grande de sus obras sobrevivientes tuvo una influencia duradera en los filósofos posteriores.
El significado de «ateo» cambió a lo largo de la Antigüedad clásica. Los primeros cristianos fueron etiquetados como ateos por los no cristianos a causa de su falta de fe en los dioses paganos.
Durante el Imperio Romano, los cristianos fueron ejecutados por su negación de los dioses romanos y el culto al emperador. Teodosio I en el año 381 convirtió al cristianismo en la religión oficial del Imperio y la herejía se convirtió en un crimen punible.
En filosofía china, el astrónomo, naturalista, filósofo Wang Chong de la dinastía Han (206 a C.-220 d C.) desarrolló una explicación racional, secular, naturalista y mecanicista del mundo y de los seres humanos y dio una explicación materialista del origen del universo en su obra principal fue el Lunheng (論衡, "Ensayos críticos").

### Alta Edad Media y Renacimiento

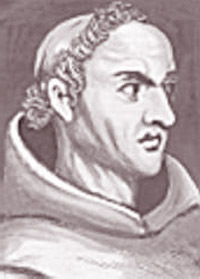
Guillermo de Ockham (c. 1287-1347), fraile franciscano y escolástico inglés.

Durante la Alta Edad Media, el mundo islámico experimentó una Edad de Oro. De la mano de avances en la ciencia y filosofía, las tierras de Arabia y Persia produjeron francos racionalistas y ateos, entre ellos Ibn al-Warraq (siglo IX), Ibn al-Rawandi (827–911), Al-Razi (854–925) y Al-Maʿarri (973–1058). Al-Ma'arri enseñó que la religión es tan solo un «mito inventado por los antiguos» y que hay personas «de dos clases: aquellas con cerebros, pero sin religión, y aquellas con religión, pero sin cerebro». A pesar de haber sido escritores relativamente prolíficos, casi ninguno de sus escritos sobrevivieron y los pocos que lo hicieron fue preservado en su mayoría a través de citas y fragmentos en obras posteriores por apologéticos musulmanes en su intento por refutarlos. Además, otros eruditos de la Edad de Oro se han asociado con el pensamiento racionalista y el ateísmo, aunque la actual atmósfera intelectual del mundo islámico y la escasa evidencia sobreviviente hace de este punto un objeto de debate.
La divulgación de puntos de vista ateos era rara en Europa durante la Alta Edad Media y la Edad Media (véase Inquisición medieval), mientras que la metafísica y la teología eran los intereses dominantes en lo concerniente a la religión. La Iglesia católica fue hostil hacia doctrinas paganas como las epicúreas o aristotélicas, típicas del averroísmo, las cuales sostenían la mortalidad del alma o la inexistencia de otro mundo y, por lo tanto, incompatibles con la fe católica. La filosofía aristotélica revisada por Tomás de Aquino, la cual la compatibiliza con el cristianismo, se convirtió en la doctrina oficial de la Iglesia. Hubo, sin embargo, movimientos dentro de este período que impulsaron concepciones heterodoxas del dios cristiano, incluidas diferentes consideraciones de la naturaleza, trascendencia y cognoscibilidad de Dios. Individuos y grupos, tales como Juan Escoto Eriúgena, David de Dinant, Amalrico de Bena y los Hermanos del libre espíritu mantuvieron puntos de vista cristianos con tendencias panteístas.
El emperador Federico II fue un escéptico religioso hasta un punto inusual para su época. Se le refirió como preámbulo Antichristi (predecesor del Anticristo). Fue excomulgado por el papa Gregorio IX, quien le atribuye una visión de las religiones abrahámicas fundadas por "tres impostores" (Jesús, Moisés y Mahoma). La heterodoxia religiosa de Federico llevó a la especulación de que era ateo, sin embargo, esto es poco probable. Por su supuesto "epicureísmo" (paganismo), Federico II figura como miembro representativo de la sexta región del Infierno de Dante, la de los herejes, que están condenados a yacer en flamígeros sepulcros destapados. Otros personajes como Jacopo Fiammenghi, un monje italiano, sostuvo en 1299 que "no había otro mundo, ni cielo ni infierno, sino solo este mundo"; y Thomas Tailour, confesó en 1491 haber enseñado “que cuando un hombre o una mujer muere en el cuerpo, también muere en el alma; porque como se apaga la luz de una vela... así el alma se apaga con la muerte del cuerpo”.
Nicolás de Cusa sostuvo una forma de fideísmo que llamó docta ignorantia («ignorancia aprendida»), que afirma que Dios está más allá de toda categorización humana y por tanto su conocimiento se limita a la conjetura. Guillermo de Ockham inspiró tendencias antimetafísicas con su limitación nominalista del conocimiento humano a objetos concretos y afirmó que la esencia divina no puede ser aprehendida por el intelecto humano, ya sea racional o intuitivamente. Los seguidores de Ockham, como Juan de Mirecourt y Nicolás de Autrecour promovieron esta epistemología. La división resultante entre la fe y la razón influyó posteriormente a teólogos radicales y reformistas como John Wycliffe, Jan Hus y Martín Lutero.
El Renacimiento desempeñó un gran papel en ampliar el ámbito del librepensamiento y la investigación escéptica. Individuos como Leonardo da Vinci buscaron la experimentación como medio de explicación y se opusieron a los argumentos de autoridad religiosa. La obra De rerum natura del epicúreo Lucrecio, donde expresa los principios del atomismo, fue redescubierta en enero de 1417 por Poggio Bracciolini y era bien conocida durante el Renacimiento. Otros críticos de la religión y la Iglesia durante este tiempo incluyen a Erasmo de Róterdam, Nicolás Maquiavelo, Bonaventure des Périers, Michel de Montaigne y François Rabelais.

### Edad Moderna

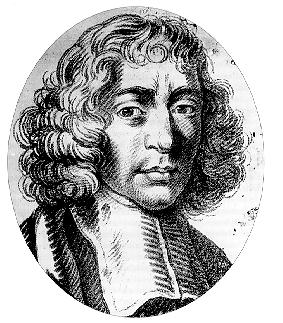
Baruch Spinoza (1632-1677), una de las principales figuras del racionalismo y predecesor influyente de la Ilustración. Identificó a la filosofía y la ciencia como los medios para descubrir y experimentar a Dios, en lugar del asombro y la sumisión reverencial. Señaló que las últimas solo originan a la superstición y la subordinación ciega a las autoridades eclesiásticas; mientras que las primeras conducen a la iluminación, la libertad y la bienaventuranza verdadera (la paz mental).

El historiador Geoffrey Blainey escribió que la Reforma Protestante allanó el camino para la crítica atea a la autoridad de la Iglesia católica, quien a su vez «discretamente inspiró a otros pensadores para que atacaran la autoridad de las nuevas iglesias protestantes». 
El deísmo ganó influencia en Francia, Prusia e Inglaterra. El filósofo Baruch Spinoza fue «probablemente el primer autoproclamado “semiateo” conocido en el mundo cristiano de la edad moderna» de acuerdo con Blainey. Spinoza creía que las leyes de la naturaleza explicaban el funcionamiento del universo y en 1661 publicó su Tratado breve sobre Dios, el hombre y la felicidad.
La crítica al cristianismo se volvió cada vez más frecuente durante los siglos XVII y XVIII, especialmente en Francia e Inglaterra, donde al parecer existió malestar religioso según fuentes de la época. Algunos pensadores protestantes, como Thomas Hobbes, defendieron una filosofía materialista y el escepticismo hacia los sucesos sobrenaturales, mientras que Spinoza rechazó a la divina providencia en favor de un naturalismo panenteísta. A fines del siglo XVII, se apoyó abiertamente el deísmo por parte de intelectuales como John Toland, quien acuñó el término «panteísta».
El primer ateo explícito conocido fue el crítico de la religión alemán Matthias Knutzen a través de sus tres escritos de 1674. Fue seguido por otros dos escritores: el filósofo exjesuita polaco Kazimierz Łyszczyński y, en los años 1720, el sacerdote francés Jean Meslier. Con el paso al siglo XVIII, destacaron nuevos pensadores abiertamente ateos, como el barón d'Holbach, Jacques-André Naigeon y otros materialistas franceses. John Locke en contraste, aunque defensor de la tolerancia, exhortaba a las autoridades a no tolerar el ateísmo, pues creía que la negación de la existencia de Dios socavaría el orden social y conduciría al caos.
David Hume desarrolló una epistemología escéptica basada en el empirismo y la filosofía de Immanuel Kant cuestionó fuertemente siquiera la posibilidad de obtener conocimiento metafísico. Ambos filósofos objetaron los cimientos de la teología natural y criticaron los argumentos clásicos de la existencia de Dios.

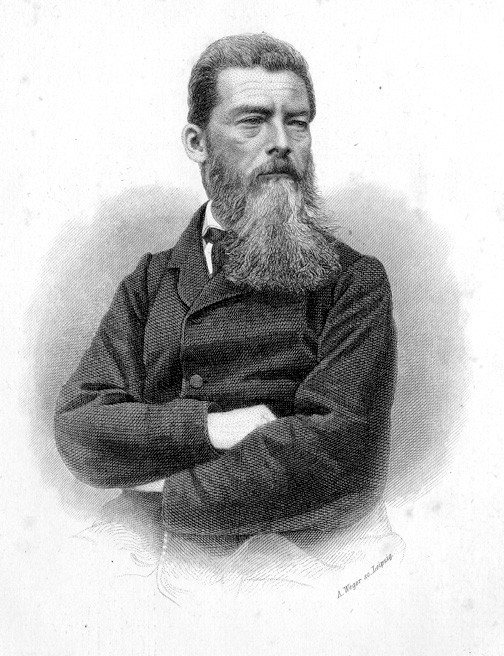
La esencia del cristianismo (1841) de Ludwig Feuerbach sería una gran influencia para filósofos como Friedrich Engels, Marx, David Strauss, Nietzsche y Stirner. Feuerbach consideró a Dios un invento humano y a las actividades religiosas una forma de satisfacción de deseos. Gracias a esta obra se le considera el padre de la antropología de la religión moderna.

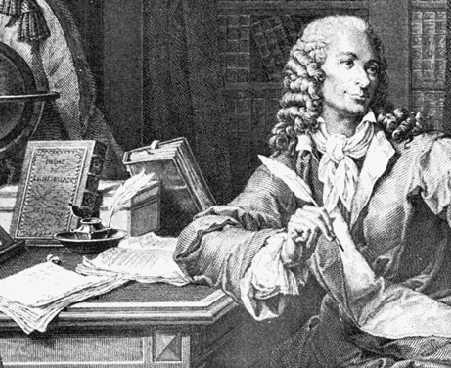
Voltaire (1694-1778), escritor y filósofo francés del Siglo de las Luces. Criticó los abusos de poder de la Iglesia católica y abogó por la libertad de culto, la libertad de expresión y la separación Iglesia-Estado.

Blainey notó que si bien se reconoce ampliamente la gran contribución de Voltaire al pensamiento ateo de la Revolución francesa, el filósofo francés consideraba que el temor a Dios desalentaba mayores disturbios, en sus palabras «Si dios no existiera, sería necesario inventarlo». En Reflexiones sobre la Revolución francesa (1790), el filósofo Edmund Burke denunció al ateísmo de ser una «camarilla literaria» que había «formado hace algunos años una especie de plan regular para destruir la religión cristiana. Persiguieron esta meta con un grado de fervor que hasta ahora solo se ha descubierto por los propaladores de cierto sistema de devoción. [...] Estos padres del ateísmo tienen un fanatismo propio». No obstante, Burke afirmó que «el hombre es por constitución un animal religioso» y «el ateísmo está en contra no solo de nuestra razón, sino de nuestros instintos; y [...] no puede prevalecer por mucho».
El barón d'Holbach fue una figura prominente de la Ilustración francesa y se le recuerda principalmente por su ateísmo y sus voluminosos escritos contra la religión, de los cuales el más famoso fue Système de la Nature (1770) y en menor medida Le christianisme dévoilé. D'Holbac afirmó que "todos los niños nacen ateos; no tienen idea de Dios".
También es importante la figura de Jean Meslier, sacerdote católico de la parroquia de Étrépigny (cerca de Mézières, Ardenas, Francia). Después de haber trabajado durante unos 40 años con diligencia e insospechable apariencia de fe, al morir en 1729 dejó dos sorprendentes cartas y una gran obra de cerca de 3500 páginas impresas con argumentos contra la existencia de Dios, que fueron posteriormente publicados por Voltaire en 1762.
Una de las metas de la Revolución francesa fue la reestructuración y la subordinación del clero con respecto al Estado a través de la Constitución civil del clero. Los intentos por hacerla cumplir llevaron a violencia anticlerical y la expulsión de muchos clérigos de Francia, lo que se prolongó hasta la Reacción de Termidor. El grupo radical de los jacobinos tomó el poder por la fuerza en 1793, lo que inauguró el Reino del Terror. Los jacobinos eran deístas e introdujeron el Culto del ser supremo como la nueva religión de estado en reemplazo al catolicismo. Algunos ateos seguidores de Jacques Hébert buscaron establecer en su lugar un Culto de la razón, una forma de pseudorreligión atea con una diosa que personificaba a la razón. El periodo napoleónico prosiguió la institucionalización de la secularización de la sociedad francesa y expandió la revolución hasta el norte de Italia, con la esperanza de crear repúblicas influenciables.

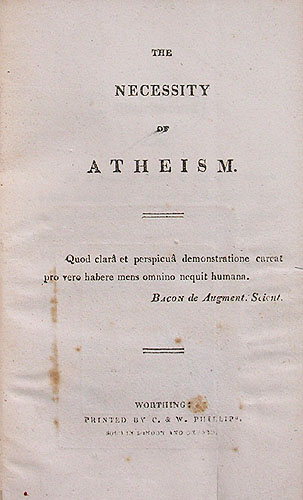
La necesidad del ateísmo de Percy Bysshe Shelley (1811).

El poeta Percy Shelley, fue un defensor del ateísmo a principios del siglo XIX en Inglaterra, escribiendo panfletos transguesores para la época contra la existencia de Dios. Entre estos: The Necessity of Atheism (1811) y A Refutation of Deism (1814), donde arguye contra el argumento del diseño y la analogía del relojero.
Durante la segunda mitad del siglo XIX, el ateísmo alcanzó protagonismo bajo la influencia de filósofos racionalistas y librepensadores. Muchos filósofos alemanes prominentes de esta época negaron la existencia de deidades y fueron críticos de la religión, tales como Ludwig Feuerbach, Arthur Schopenhauer, Max Stirner, Karl Marx y Friedrich Nietzsche.
G.J. Holyoake fue la última persona (1842) en ser encarcelada en Gran Bretaña debido a creencias ateas. Stephen Law afirma que Holyoake "acuñó originalmente el término 'secularismo'".

### Desde 1900

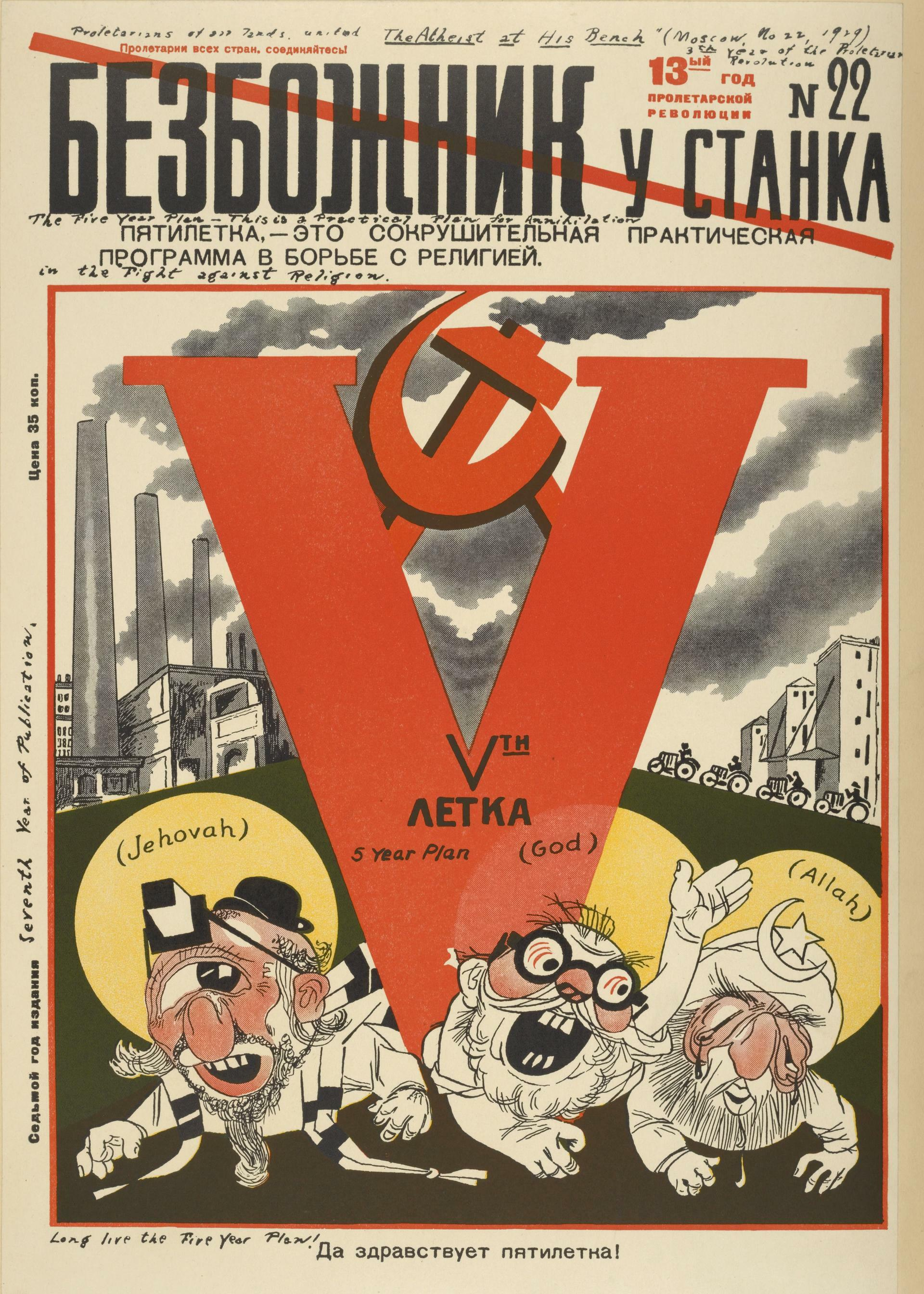
Portada de Bezbozhnik en 1929, revista de la Sociedad de los Sin Dios. Se muestra el primer plan quinquenal de la Unión Soviética aplastando a los dioses de las religiones abrahámicas.

El ateísmo avanzó en muchas sociedades durante el siglo XX, especialmente en la forma de ateísmo práctico. El pensamiento ateo encontró aceptación en una gran variedad de otras filosofías más amplias, como el existencialismo, el objetivismo, el secularismo, el laicismo, el nihilismo, el anarquismo, el positivismo lógico, el marxismo, el feminismo y el movimiento racionalista y científico.
Además, surgió el ateísmo de Estado en la Europa oriental y en Asia, concretamente en la Unión Soviética bajo el mando de Vladímir Lenin y Iósif Stalin y la República Popular China liderada por Mao Zedong. La política atea o antirreligiosa soviética se caracterizó por la aprobación de numerosas leyes, la prohibición de la instrucción religiosa en las escuelas y el nacimiento de la Sociedad de los Sin Dios. Después de Mao, el Partido Comunista Chino permaneció como una organización atea y reguló, aunque no prohibió completamente, la práctica de la religión en la China continental.
Mientras que Geoffrey Blainey ha escrito que «los líderes más despiadados de la Segunda Guerra Mundial fueron ateos y seculares que eran intensamente hostiles hacia el judaísmo y el cristianismo», Richard Madse ha señalado que tanto Adolf Hitler como Iósif Stalin abrieron y cerraron iglesias por un asunto de conveniencia política e Stalin suavizó su oposición al cristianismo con el fin de mejorar la aceptación pública de su régimen durante la guerra. Blackford y Schüklenk han escrito que «la Unión Soviética fue innegablemente un estado ateo, y lo mismo aplica al maoísmo chino y al fanático régimen de los jemeres rojos de Pol Pot en Camboya en la década de 1970. Eso, sin embargo, no demuestra que las atrocidades realizadas por estos dictadores totalitarios fueran el resultado de creencias ateas, llevadas a cabo en el nombre del ateísmo o motivadas fundamentalmente por los aspectos ateos de los pertinentes tipos de comunismo».

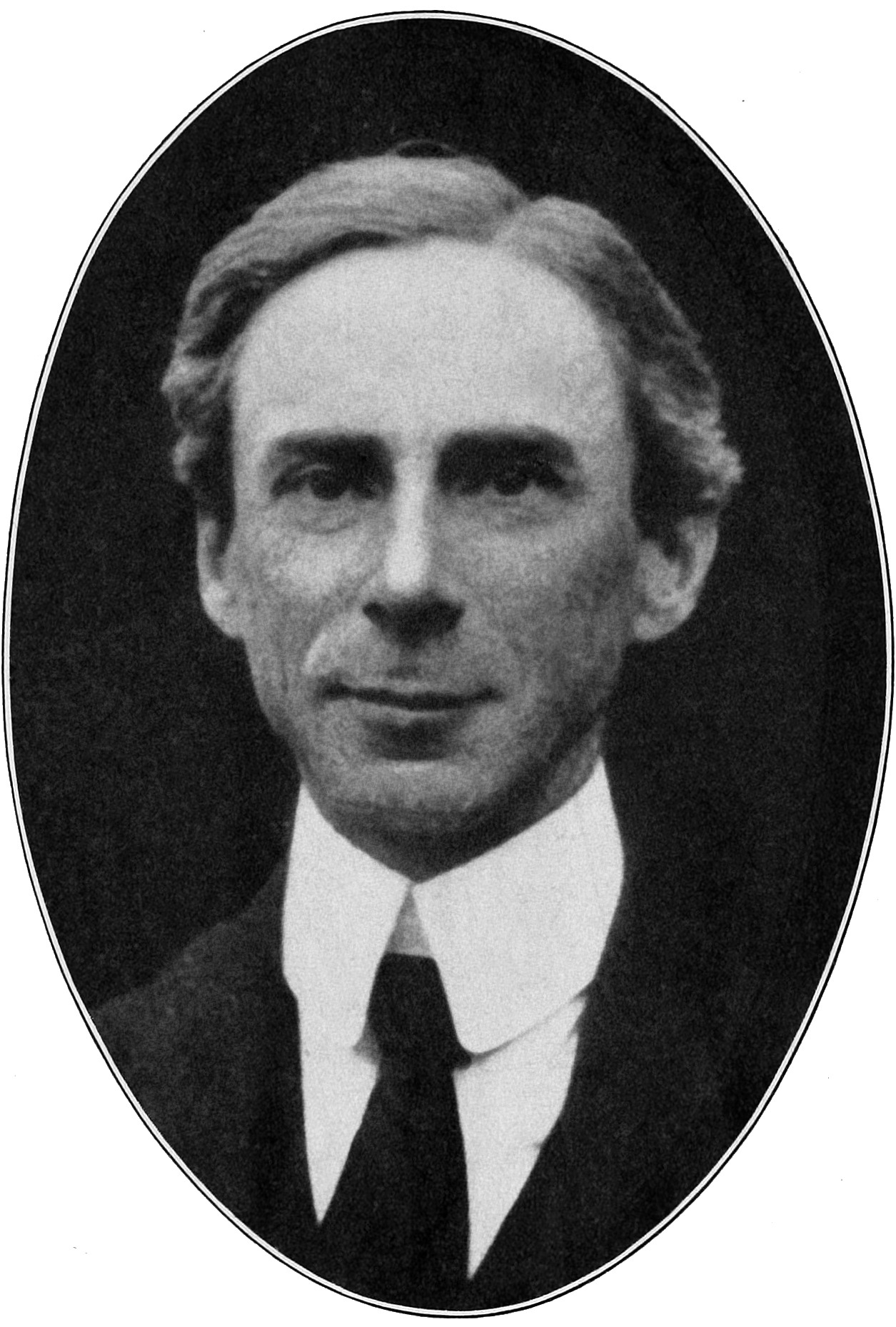
Bertrand Russell (1872-1970), filósofo y lógico inglés.

El positivismo lógico y el cientificismo allanaron el camino para el neopositivismo, la filosofía analítica, el estructuralismo y el naturalismo. El neopositivismo y la filosofía analítica descartaron al racionalismo clásico y a la metafísica en favor del empirismo estricto y del nominalismo epistemológico. Ateos como Bertrand Russell rechazaron enfáticamente la creencia en Dios. En sus primeros trabajos, Ludwig Wittgenstein intentó separar el lenguaje metafísico y sobrenatural del discurso racional. Alfred Jules Ayer afirmó la no verificabilidad y la carencia de significado de las declaraciones religiosas y abogó por las ciencias empíricas. En relación con esto, el estructuralismo aplicado de Lévi-Strauss atribuyó el origen del lenguaje religioso al subconsciente humano y negó su significado trascendental. J. N. Findlay y J. J. C. Smart sostuvieron que la existencia de Dios no es lógicamente necesaria. Los naturalistas y los materialistas monistas como John Dewey consideraron al mundo natural como la base de todo y negaron la existencia de Dios o la inmortalidad.

### Otros desarrollos
Otros líderes lucharon contra el hinduismo y los brahmanes por discriminar y dividir a la gente en nombre de la casta y la religión.
Esto se puso de relieve cuando E. V. Ramasami Naicker, un prominente activista ateo de la India conocido como Periyar, creó el movimiento Self-Respect también conocido como Dravidian Association (Dravidar Kazhagam) en 1929, un movimiento ateo todavía muy activo en el estado de Tamil Nadu, en el sur de la India, a finales del siglo XX.
Vashti McCollum se convirtió en un emblema ateo en 1948 al demandar ante la Corte Suprema de los Estados Unidos la abolición de la educación religiosa en las escuelas públicas del país. Madalyn Murray O'Hair fue quizás una de las ateas estadounidense más influyentes. En 1963 presentó ante la Corte Suprema el caso Murray v. Curlett, el cual falló a favor de la prohibición de la oración obligatoria en las escuelas públicas. En 1966 y en respuesta al movimiento teológico de la muerte de Dios, la revista Time preguntó en su portada «¿Dios ha muerto?» y reveló que casi la mitad de todas las personas en el mundo vivían bajo un poder antirreligioso y millones más en África, Asia y América del Sur parecían carecer de conocimiento sobre el dios de la teología cristiana. La Freedom From Religion Foundation fue fundada en 1976 por Anne Nicol Gaylor y su hija, Annie Laurie Gaylor, en los EE. UU., y se le concedió reconocimiento nacional en 1978. Esta promueve la separación Iglesia-Estado.
Desde la caída del Muro de Berlín, el número de regímenes activamente antirreligiosos se ha reducido considerablemente. En 2006, Timothy Shah del Pew Research Center observó «una tendencia mundial entre todos los principales grupos religiosos, donde los movimientos basados en Dios y en la fe, en general, están aumentando cada vez más su confianza e influencia con respecto a movimientos e ideologías seculares». Sin embargo, Gregory S. Paul y Phil Zuckerman consideran que esto es un mito y sugieren que la situación real es mucho más compleja y matizada.
En 2012, la primera conferencia de Women in Secularism (Mujeres en laicismo) se realizó en Arlington, Virginia. La Secular Woman se organizó en 2012 como una organización nacional dirigida a mujeres irreligiosas. El movimiento del feminismo ateo comenzó a enfocarse en luchar contra el sexismo y el acoso sexual.
En agosto de 2012, Jennifer McCreight (la organizadora del Boobquake) fundó un movimiento ateo conocido como Atheism Plus o A+, que «aplica el escepticismo a todo, incluyendo los problemas sociales como el sexismo, racismo, política, pobreza y crimen».
En 2013 el primer monumento ateo erigido en propiedad del gobierno estadounidense se inauguró frente al juzgado de Bradford County (Florida), al lado del monumento de los diez mandamientos. La obra fue financiada por la Stiefel Freethought Foundation y consiste en una banca de 680 kilos de granito con citas inscritas de Thomas Jefferson, Benjamin Franklin y Madalyn Murray O'Hair.

### Nuevo ateísmo
El Nuevo ateísmo es un movimiento de algunos escritores ateos anglosajones de principios del siglo XXI que propugnan que «la religión no debería simplemente tolerarse, sino que debe ser contrarrestada, criticada y expuesta a la argumentación racional dondequiera que se manifieste su influencia».
Usualmente se reconoce a Sam Harris, Daniel C. Dennett, Richard Dawkins, Victor J. Stenger y Christopher Hitchens como líderes del reciente movimiento, puesto que varios de sus libros superventas, publicados entre 2004 y 2007, conforman la base de la mayor parte del discurso del Nuevo ateísmo.
Este movimiento busca disociarse del ateísmo político de masas que ganó fuerza en varias naciones en el siglo XX. En sus libros, se ha señalado a los atentados motivados por la religión del 11-S y el éxito parcial de los intentos del Discovery Institute por cambiar en Estados Unidos el currículo escolar en ciencias e incluir ideas creacionistas, con el apoyo de George W. Bush en 2005, como muestras de la necesidad de avanzar hacia una sociedad secular.

## Demografía
| Ateísmo por país (2023) | Ateísmo por país (2023) | Ateísmo por país (2023) | Ateísmo por país (2023) | Ateísmo por país (2023) |
| ----------------------- | ----------------------- | ----------------------- | ----------------------- | ----------------------- |
|                         |                         |                         | %                       |                         |
| Corea del Sur           | Corea del Sur           |                         | 44                      | 44                      |
| Países Bajos            | Países Bajos            |                         | 42                      | 42                      |
| Suecia                  | Suecia                  |                         | 39                      | 39                      |
| Bélgica                 | Bélgica                 |                         | 39                      | 39                      |
| Reino Unido             | Reino Unido             |                         | 39                      | 39                      |
| Japón                   | Japón                   |                         | 38                      | 38                      |
| Francia                 | Francia                 |                         | 37                      | 37                      |
| Alemania                | Alemania                |                         | 35                      | 35                      |
| España                  | España                  |                         | 32                      | 32                      |
| Australia               | Australia               |                         | 27                      | 27                      |
| Hungría                 | Hungría                 |                         | 25                      | 25                      |
| Canadá                  | Canadá                  |                         | 20                      | 20                      |
| Italia                  | Italia                  |                         | 19                      | 19                      |
| Polonia                 | Polonia                 |                         | 14                      | 14                      |
| Tailandia               | Tailandia               |                         | 12                      | 12                      |
| Estados Unidos          | Estados Unidos          |                         | 12                      | 12                      |
| Singapur                | Singapur                |                         | 10                      | 10                      |
| Chile                   | Chile                   |                         | 9                       | 9                       |
| Turquía                 | Turquía                 |                         | 8                       | 8                       |
| Argentina               | Argentina               |                         | 7                       | 7                       |
| Colombia                | Colombia                |                         | 6                       | 6                       |
| Brasil                  | Brasil                  |                         | 5                       | 5                       |
| India                   | India                   |                         | 4                       | 4                       |
| Perú                    | Perú                    |                         | 4                       | 4                       |
| México                  | México                  |                         | 5                       | 5                       |
| Sudáfrica               | Sudáfrica               |                         | 4                       | 4                       |

Cuantificar el número de ateos en el mundo es una tarea difícil. Los participantes de encuestas de creencias religiosas pueden definir «ateísmo» de distintas maneras o trazar diferentes líneas entre ateísmo, irreligión y creencias religiosas y espirituales no teístas. De este modo, un hinduista ateo se identificaría como hindú, a pesar de también ser ateo. Una encuesta de 2010 publicada en la Encyclopædia Britannica descubrió que los irreligiosos constituían el 9,6 % de la población mundial y los ateos el 2,0 %, con una amplia mayoría asiática. Esta cifra no incluye a los seguidores de religiones ateas, como ciertos budistas. El promedio de la variación anual del ateísmo entre el 2000 y el 2010 fue de −0,17 %. Una cifra mayor estima el número de ateos y agnósticos totales en 1100 millones.En términos mundiales, si bien existen ateos y agnósticos en todos los países del mundo, su número es más reducido en países pobres y menos desarrollados que en los países ricos e industrializados. De acuerdo con el psicólogo evolucionista Nigel Barber, el ateísmo florece donde la mayoría de las personas se sienten económicamente seguras, particularmente en el modelo nórdico y las socialdemocracias de Europa, ya que existe una menor incertidumbre acerca del futuro gracias a extensas redes de seguridad social y una mejor atención médica que logran una mayor calidad y expectación de vida en su población; en contraste con las naciones subdesarrolladas, donde virtualmente no hay ateos.
El Global Index of Religiosity and Atheism (2012) de Gallup encuestó a 50 000 personas en 57 países, preguntándoles «¿Independientemente de si asistes a un lugar de culto o no, dirías que eres una persona religiosa, no religiosa o un ateo convencido?» El 59 % de la población mundial se identificó como religiosa, un 23 % no religiosa y un 13 % se declaró atea convencida. Los ateos están concentrados principalmente en Asia Oriental, especialmente China y Japón, y en Europa Occidental (en promedio 14 %), donde sobresale Francia. Los diez países con mayor proporción de «ateos convencidos» fueron China (47 %), Japón (31 %), República Checa (30 %), Francia (29 %), Corea del Sur (15 %), Alemania (15 %), Países Bajos (14 %), Austria (10 %), Islandia (10 %), Australia (10 %) e Irlanda (10 %). En contraste, la lista de diez países con mayor porcentaje de «personas religiosas» son Ghana (96 %), Nigeria (93 %), Armenia (92 %), Fiyi (92 %), Macedonia del Norte (90 %), Rumania (89 %), Irak (88 %), Kenia (88 %), Perú (86 %) y Brasil (85 %). En comparación con el mismo estudio realizado en 2005, en siete años la religiosidad disminuyó nueve puntos porcentuales mientras que los ateos aumentaron tres en los países comunes a ambos años. El estudio también halló que la religiosidad es mayor entre los pobres, con una diferencia de 17 puntos porcentuales entre el quinto (49 %) y primer quintil (66 %). De igual forma, los países son menos religiosos conforme aumenta su prosperidad. La religiosidad es menor entre aquellos con mayor educación, aquellos con educación superior (52 %) son 16 puntos menos religiosos que aquellos sin educación secundaria (68 %).

### Por áreas geográficas
La edición de junio de 2005 del Eurobarómetro reveló que el 18 % de la población europea se identifica con «No creo que exista alguna clase de espíritu, Dios o fuerza suprema», frente al 52 % que eligió «Creo que existe un Dios» y el 27 % que se decidió por «Creo en alguna clase de espíritu o fuerza suprema». En un extremo se sitúan los franceses (33 % de ateísmo), los checos (30 %) y los belgas y holandeses (ambos 27 %). En el cabo opuesto están Polonia, Irlanda (4 %) y Rumania. Se muestran además diferencias por sexos, clases de edad, orientación política y nivel cultural: las mujeres, los mayores, los que se consideran de derecha y aquellos de menor educación formal tienen una mayor tendencia a creer en Dios.
Una encuesta realizada a fines de 2006 y publicada en el Financial Times estudió la población de Estados Unidos y cinco países europeos. La tasa más baja del ateísmo correspondió a Estados Unidos con tan solo 4 %, mientras que en Europa estas fueron considerablemente mayores: Italia (7 %), España (11 %), Gran Bretaña (17 %), Alemania (20 %) y Francia (32 %).
De acuerdo al Eurobarómetro de 2010, el porcentaje de la población que contestó «No creo que existe alguna clase de espíritu, Dios o fuerza suprema» varía desde Rumania (1 %), Malta (2 %), Chipre (3 %), Grecia (4 %), Polonia (5 %), hasta Estonia (29 %), Países Bajos (30 %), Suecia (34 %), República Checa (37 %) y Francia (40 %), con un promedio global de 20 % para la Unión Europea. De acuerdo con el Australian Bureau of Statistics, el 22 % de los australianos se declaran «sin religión», una categoría que incluye a los ateos. Entre el 64 y el 65 % de los japoneses y el 81 % de los vietnamitas son ateos, agnósticos o no creen en Dios alguno. En los Estados Unidos, hubo un incremento de la identidad atea entre 1 y al 5 puntos porcentuales entre 2005 y 2012, y una caída mucho mayor de 13 puntos en aquellos que se llamaban «religiosos», desde un 73 a un 60 % De acuerdo a un informe de 2012 de Pew Research Center, el 2,4 % de los estadounidenses adultos se identifica como atea, mayor al 1,6 % de 2007, y dentro de los no afiliados a una religión (19,6 %) los ateos representaban el 12 %.

### Religiosidad y educación
Un estudio de Estados Unidos observó una correlación positiva entre el nivel de educación y la irreligión, el agnosticismo y el ateísmo, y una encuesta en la UE encontró una correlación positiva entre el abandono escolar prematuro y la creencia en un dios. La diferencia entre ricos y pobres se extiende al campo de los estudios; según el Global Index of Religiosity and Atheism elaborado por Gallup International en 2012, el grado de ateísmo entre los licenciados asciende al 19 %, frente al 7 % de los que no tienen estudios, y el número de creyentes disminuye a medida que sube el nivel de estudios de las personas. También es común encontrar altos niveles de escepticismo en países con gobiernos socialistas (ver ateísmo de estado), como lo son Corea del Norte, Vietnam y China, y por razones históricas en Rusia (ver URSS).
En 1914, James H. Leuba publicó que el 58 % de 1000 científicos estadounidenses expresaron «escepticismo o duda en la existencia del dios judeocristiano». El estudio se repitió en 1996 y produjo un porcentaje similar de 61 %. En 1998 Nature publicó un artículo que sugiere que la creencia en un Dios personal o en un más allá estaba en su punto más bajo de todos los tiempos entre los miembros de la Academia Nacional de Ciencias de Estados Unidos: solo el 7,0 % creía en un Dios personal, en contraste con más del 85 % de la población general nacional; aunque este estudio fue criticado por Rodney Stark y Roger Finke por su definición de creencia en Dios: «Creo en un Dios a quien puedo rezar con la esperanza de recibir una solución».
En 2009 el Pew Research Center cuantificó la religiosidad entre los científicos miembros del American Association for the Advancement of Science y encontró que «un poco más de la mitad de los científicos (51 %) creen en alguna clase de deidad de poder superior; en concreto, 33 % de los científicos dice creer en Dios, mientras que un 18 % cree en un espíritu universal». Una encuesta publicada en el Journal of General Internal Medicine en 2005 informó que el 76 % de los médicos en los Estados Unidos creía en un Dios, superior al 7 % de la Academia Nacional de Ciencias, pero aún menor al 85 % de la población general. Aunque casi tan religiosos como aquella, sus religiones concretas a menudo diferían de las de sus pacientes.
Frank Sulloway del Massachusetts Institute of Technology y Michael Shermer de California State University dirigieron un estudio sobre una muestra de adultos estadounidenses «acreditados» (el 12 % poseía un doctorado y el 62 % un grado universitario): el 64 % creía en Dios, y existía una correlación que indicaba que la convicción religiosa disminuía a mayor nivel educacional. El sociólogo Philip Schwadel encontró que mayores niveles educativos no solo están asociados con un incremento en la participación religiosa y costumbres religiosas en la vida cotidiana, sino que también están correlacionados con una mayor tolerancia a la oposición pública a la religión de los ateos y un mayor escepticismo hacia «posturas religiosas exclusivistas y el literalismo bíblico».
Una encuesta de 2010 encontró que aquellos que se identifican como ateos o agnósticos tienen en promedio más conocimientos sobre las religiones principales que sus propios seguidores. Los no creyentes obtuvieron mejores resultados en las preguntas acerca de los principios centrales del protestantismo y del catolicismo. Solo los fieles mormones y judíos acertaron tanto como los ateos y los agnósticos.

### Religiosidad e inteligencia
También se ha examinado la relación entre la religiosidad y la inteligencia. En 1958, el profesor Michael Argyle de la Universidad de Oxford analizó siete estudios que investigaban la relación entre la actitud religiosa y el coeficiente intelectual de los estudiantes escolares y universitarios de Estados Unidos. Aunque se encontró una clara correlación negativa, el análisis no identificó la causalidad, pero notó que factores como un contexto familiar autoritario y la clase social también desempeñaban un papel en la religiosidad. Una revisión sistemática de 2013 analizó los 63 estudios sobre el tema. 53 mostraban que la inteligencia analítica estaba correlacionada negativamente con la religiosidad, de los que 35 alcanzaron significancia estadística, mientras que otros 10 encontraron una correlación positiva, aunque de estos últimos solo fue significativa en dos. El metaanálisis reveló que la religiosidad está correlacionada negativamente con la inteligencia. Esta asociación es más fuerte en adultos que en niños y adolescentes en edad escolar. Dado lo anterior, sus autores propusieron tres posibles explicaciones:
1. Las personas inteligentes no suelen conformarse con facilidad, por lo que es más probable que resistan el dogma religioso.
2. Las personas inteligentes tienden a adoptar un estilo de pensamiento analítico (opuesto al intuitivo), el cual se ha demostrado que mina las creencias religiosas.
3. Muchas funciones de la religión, incluido el control compensatorio, la autorregulación, el autoengrandecimiento y el apego seguro, también son otorgadas por la inteligencia. Por lo que las personas inteligentes pueden tener menor necesidad de prácticas y creencias religiosas.[262]

## Lectura adicional

### En español
- 1819 - Barón Holbach A.L. (trad.) La sana razón; ó, el buen sentido: Ideas naturales, opuestas a ideas sobrenaturales 1819, Biblioteca Pública de Nueva York, Texto completo y descarga en Google books
- 1845 - Pedro Ribera y Gaya. La religión vindicada de los ultrajes del ateísmo: Obra en que impugnan y desvanecen filosóficamente las proposiciones del libro titulado el 'buen sentido', y se prueba con sus propias razones la existencia de Dios y ficción del ateísmo. Imprenta Andrés Granell, Tarragona 1845 Texto completo y descarga en Google books
- 1867 - Mijaíl Bakunin. Dios y el Estado. Utopía libertaria, ISBN 987-20874-0-7 Dios y el estado Texto completo en Quijotelibros.com.ar
- 1871 - Mijaíl Bakunin. Dios y el Estado en Wikisource. Manuscrito en torno al año 1871. Publicado post mortem. Traducción al español por Ricardo Mella en 1894.
- 1996 - Gonzalo Puente Ojea. Elogio del ateísmo: Los espejos de una ilusión, Ed. Siglo XXI, 1995 ISBN 84-323-0876-5, ISBN 978-84-323-0876-5
- 1997 - Raimundo Panikkar. El silencio del buddha: Una introducción al ateísmo religioso, Siruela, 1997, ISBN 84-7844-321-5, 9788478443215 Texto incompleto en Google books
- 1999 - José Gómez Caffarena, José María Mardones. Ateísmo moderno: Increencia o indiferencia religiosa, Colección Fe-Cultura 8, Universidad Iberoamericana, 1999, ISBN 968-859-358-3, ISBN 978-968-859-358-5 Texto incompleto en Google books
- 2007 - Gustavo Bueno. La fe del ateo. Las verdaderas razones del enfrentamiento de la Iglesia con el Gobierno socialista (español). Temas de Hoy, Madrid, 2007, ISBN 978-84-8460-673-4
- 2007 - Fernando Savater, La vida eterna, Ariel, 2007, ISBN 978-84-344-5309-8
- 2019 - John N. Gray, Siete tipos de ateismo, Editorial Sexto Piso, 2019, ISBN 9788416677764

### En inglés
- Berman, David (1990). A History of Atheism in Britain: From Hobbes to Russell. London: Routledge. ISBN 0-415-04727-7.
- Buckley, M. J. (1990). At the Origins of Modern Atheism. New Haven, CT: Yale University Press. ISBN 0-300-04897-1.
- Flew, Antony (2005). God and Philosophy. Prometheus Books. ISBN 1-59102-330-0.
- Tom Flynn, ed. (2007). The New Encyclopedia of Unbelief. Buffalo, NY: Prometheus Books. ISBN 1-59102-391-2.
- Gaskin, J.C.A., ed. (1989). Varieties of Unbelief: From Epicurus to Sartre. •New York: Macmillan. ISBN 0-02-340681-X.
- Germani, Alan (15 de septiembre de 2008). «The Mystical Ethics of the New Atheists». The Objective Standard (Glen Allen Press) 3 (3). Archivado desde el original el 28 de abril de 2011. Consultado el 9 de abril de 2011.
- Harbour, Daniel (2003). An Intelligent Person's Guide to Atheism. London: Duckworth. ISBN 0-7156-3229-9.
- Harris, Sam (2 de octubre de 2007). «The Problem with Atheism». The Washington Post. Archivado desde el original el 24 de mayo de 2011. Consultado el 9 de abril de 2011.
- Howson, Colin (2011). Objecting to God. Cambridge: Cambridge University Press. ISBN 978-0-521-18665-0
- Jacoby, Susan (2004). Freethinkers: A History of American Secularism. Metropolitan Books. ISBN 978-0-8050-7442-0.
- Krueger, D. E. (1998). What is Atheism?: A Short Introduction. New York: Prometheus. ISBN 1-57392-214-5.
- Ledrew, S. (2012). «The evolution of atheism: Scientific and humanistic approaches». History of the Human Sciences 25 (3): 70. doi:10.1177/0952695112441301.
- Le Poidevin, R. (1996). Arguing for Atheism: An Introduction to the Philosophy of Religion. London: Routledge. ISBN 0-415-09338-4.
- Mackie, J. L. (1982). The Miracle of Theism: Arguments For and Against the Existence of God. Oxford: Oxford University Press. ISBN 0-19-824682-X.
- Maritain, Jacques (1952). The Range of Reason. London: Geoffrey Bles. Archivado desde el original el 7 de abril de 2013. Consultado el 15 de abril de 2013.
- Martin, Michael (1990). Atheism: A Philosophical Justification. Philadelphia: Temple University Press. ISBN 0-87722-943-0. Archivado desde el original el 19 de mayo de 2011. Consultado el 9 de abril de 2011.
- Michael Martin & Ricki Monnier, ed. (2003). The Impossibility of God. Buffalo, NY: Prometheus Books. ISBN 1-59102-120-0.
- Michael Martin & Ricki Monnier, ed. (2006). The Improbability of God. Buffalo, NY: Prometheus Books. ISBN 1-59102-381-5.
- McTaggart, John; McTaggart, Ellis (1930) [1906]. Some Dogmas of Religion (New edición). London: Edward Arnold & Co. ISBN 0-548-14955-0.
- Nielsen, Kai (1985). Philosophy and Atheism. New York: Prometheus. ISBN 0-87975-289-0.
- Nielsen, Kai (2001). Naturalism and Religion. New York: Prometheus. ISBN 1-57392-853-4.
- Onfray, Michel (2007). Atheist Manifesto. New York: Arcade Publishing. ISBN 978-1-55970-820-3. Archivado desde el original el 19 de mayo de 2011. Consultado el 9 de abril de 2011.
- Oppy, Graham (2006). Arguing about Gods. Cambridge University Press. ISBN 0-521-86386-4. Archivado desde el original el 19 de mayo de 2011. Consultado el 9 de abril de 2011.
- Oppy, Graham (2018). Atheism and Agnosticism (en inglés). Cambridge University Press. ISBN 978-1-108-63843-2.
- Oppy, Graham (2018). Atheism: The Basics (en inglés). Routledge. ISBN 978-1-351-36769-1.
- Robinson, Richard (1964). An Atheist's Values. Oxford: Clarendon Press. ISBN 0-19-824191-7. Archivado desde el original el 25 de abril de 2011. Consultado el 9 de abril de 2011.
- Rosenberg, Alex (2011). The Atheist's Guide to Reality: Enjoying Life Without Illusions. New York: W. W. Norton & Co. ISBN 978-0-393-08023-0
- Russell, Paul (11 de febrero de 2013). «Hume on Religion».  En Edward N. Zalta, ed. Stanford Encyclopedia of Philosophy (La de 2013 edición). Metaphysics Research Lab. Consultado el 24 de noviembre de 2013.
- Sharpe, R.A. (1997). The Moral Case Against Religious Belief. London: SCM Press. ISBN 0-334-02680-6.
- Thrower, James (1971). A Short History of Western Atheism. London: Pemberton. ISBN 0-301-71101-1.
- Walters, Kerry (2010). Atheism: A Guide for the Perplexed. New York: Continuum. ISBN 978-0-8264-2493-8
- Zuckerman, Phil (2010). Society without God: What the Least Religious Nations Can Tell Us About Contentment. NYU Press. ISBN 0-8147-9723-7.